# Список померлих 1984 року
Це список значимих людей, що померли 1984 року, упорядкований за датою смерті.

## Січень

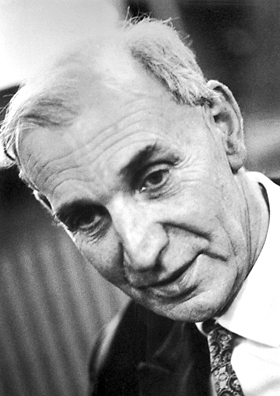
Альфред Кастлер
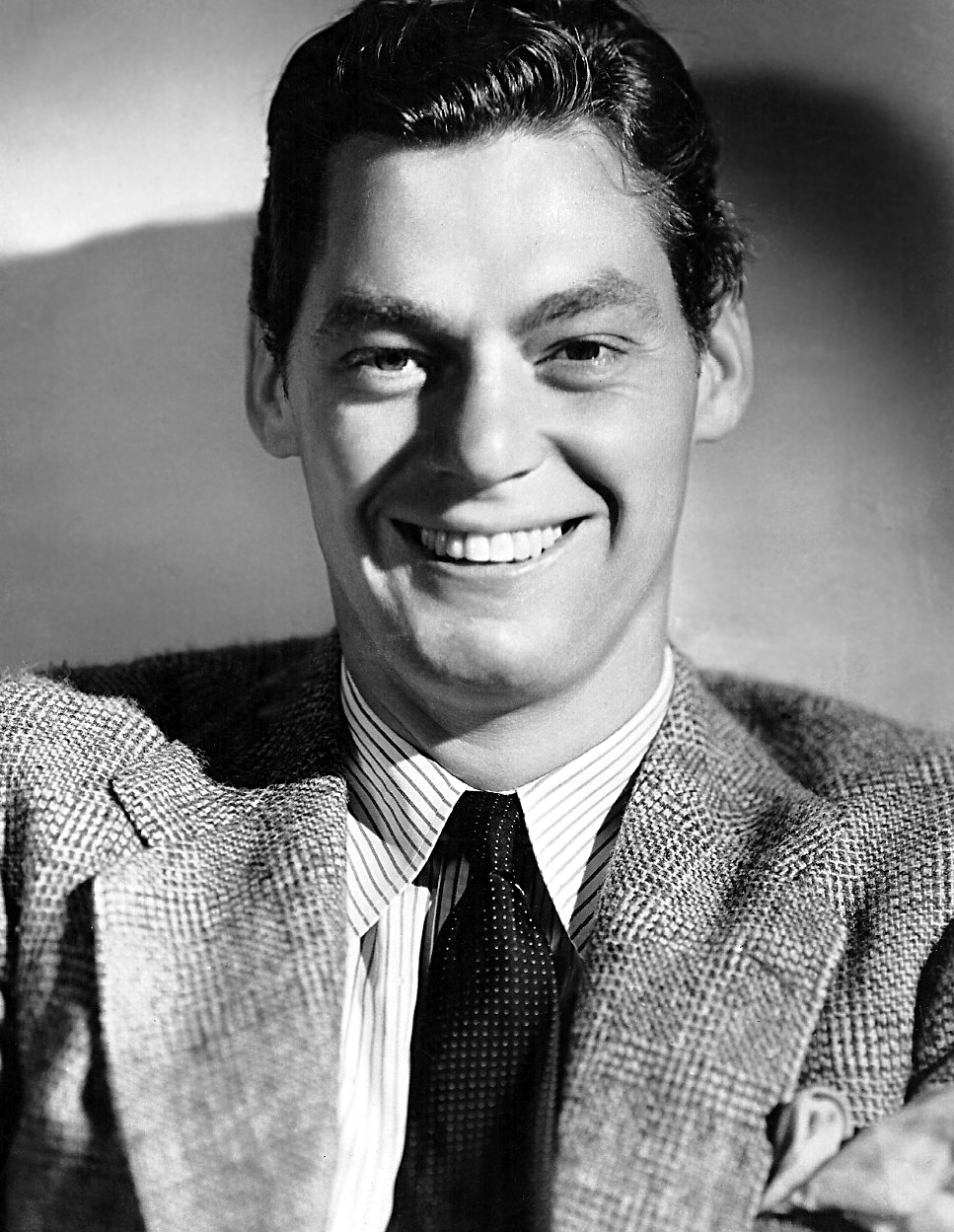
Джонні Вайссмюллер
Рей Крок

1 січня — Алексіс Корнер, британський блюзовий музикант і радіоведучий (*1928)
1 січня — Біллі Гілл, англійський злочинець (*1911)
2 січня — Роберто Порта, уругвайсько-італійський футболіст (*1913)
2 січня — Себастьян Хуан Арбо, каталонський письменник (*1902)
3 січня — Бахрам Садегі, іранський поет і письменник-фантаст-модерніст (*1937)
3 січня — Івете Варгас, бразильська журналістка та політикиня (*1927)
5 січня — Джузеппе Фава, італійський письменник, журналіст, драматург (*1925)
7 січня — Альфред Кастлер, французький фізик, лауреат Нобелівської премії з фізики 1966 (*1902)
7 січня — Ісмет Муєзінович, боснійський художник (*1907)
7 січня — Абдул Азіз Салам, єгипетський письменник, журналіст і автор пісень (*1915)
8 січня — Баба Салі, провідний марокканський сефардський рабин і каббаліст (*1889)
10 січня — Суванна Пхума, лаоський державний і політичний діяч, член королівської родини, чотири рази очолював уряд Лаосу (*1901)
10 січня — Тойво Лоукола, фінський легкоатлет, який спеціалізувався в бігу на середні та довгі дистанції, а також у стипль-чезі (*1902)
10 січня — Петі Грін, американський теле- та радіоведучий ток-шоу (*1931)
10 січня — Сулюн Осман, турецький шахрай (*1923)
11 січня — Ахмад Юнус Мокогінта, індонезійський військовий діяч (*1921)
13 січня — Фульвіо Бернардіні, італійський футболіст, тренер (*1905)
14 січня — Рей Крок, американський бізнесмен, ресторатор (*1902)
14 січня — Пол Бен-Хаїм, ізраїльський композитор (*1897)
14 січня — Саад Хаддад, офіцер ліванської армії (*1936)
15 січня — Фазиль Куджук, турецький кіпріотський політик і лікар, перший віце-президент Республіки Кіпр (*1906)
16 січня — Чо Хун Чже, південнокорейський бізнесмен (*1906)
16 січня — Юзеф Новак, польський актор кіно і театру (*1925)
17 січня — Йосіо Кодама, японський правий ультранаціоналіст та рішала (*1911)
17 січня — Тран Ван Хуу, прем'єр-міністр і міністр закордонних справ національного уряду В'єтнаму з 1950 по 1952 р. (*1896)
18 січня — Пономаренко Пантелеймон Кіндратович, радянський державний діяч українського походження; керівник Білоруської та Казахської РСР, дипломат, генерал-лейтенант (*1902)
18 січня — Арі душ Сантуш, португальський поет і декламатор (*1937)
18 січня — Малкольм Х. Керр, американський професор (*1931)
19 січня — Вольфганг Штаудте, німецький режисер, сценарист (*1906)
20 січня — Джонні Вайссмюллер, американський плавець та ватерполіст, п'ятиразовий олімпійський чемпіон, а також кіноактор (*1904)
20 січня — Ма Кам Чан, гонконгський підприємець (*1909)
21 січня — Джекі Вілсон, американський співак (*1934)
22 січня — Гільєрмо Кампаналь, іспанський футболіст (*1912)
22 січня — Хаїм Перельман, бельгійський учений, філософ та доктор права (*1912)
23 січня — Моен Бсейсо, палестинський поет (*1928)
25 січня — Мухаммед Аль-Нашмі, кувейтський актор (*1929)
26 січня — Ганс-Гайнріх XVII фон Гохберг, британський, німецький та польський бізнесмен, політичний діяч, військовий, спортсмен, глава аристократичного роду Гохбергів (*1900)
27 січня — Патріціо, італійський співак і актор (*1960)
28 січня — Імад Хамді, єгипетський актор (*1909)
29 січня — Шин Сан Мук, японський солдат і офіцер південнокорейської поліції під час японського колоніального періоду (*1915)
30 січня — Долорес Палумбо, італійська акторка (*1912)
30 січня — Алехандро Гойкоечеа, баскський інженер (*1895)
30 січня — Анді Азіс, капітан Нідерландської Ост-Індської армії, очільник Макассарського повстання (*1924)
30 січня — Люк Келлі, ірландський співак, фолк-музикант і актор (*1940)
31 січня — Хаясія Козоме (4 покоління), японський виконавець ракуго (*1947)
січень — Умар Мухайші, офіцер лівійської армії, член Лівійської революційної командної ради (*1941)

## Лютий

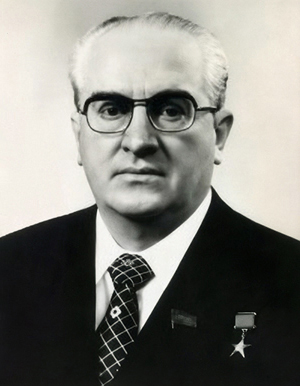
Юрій Андропов
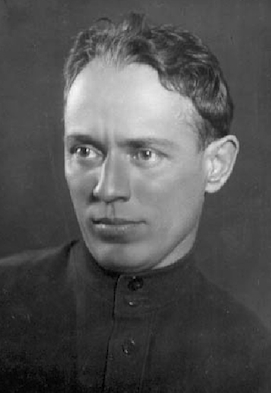
Михайло Шолохов
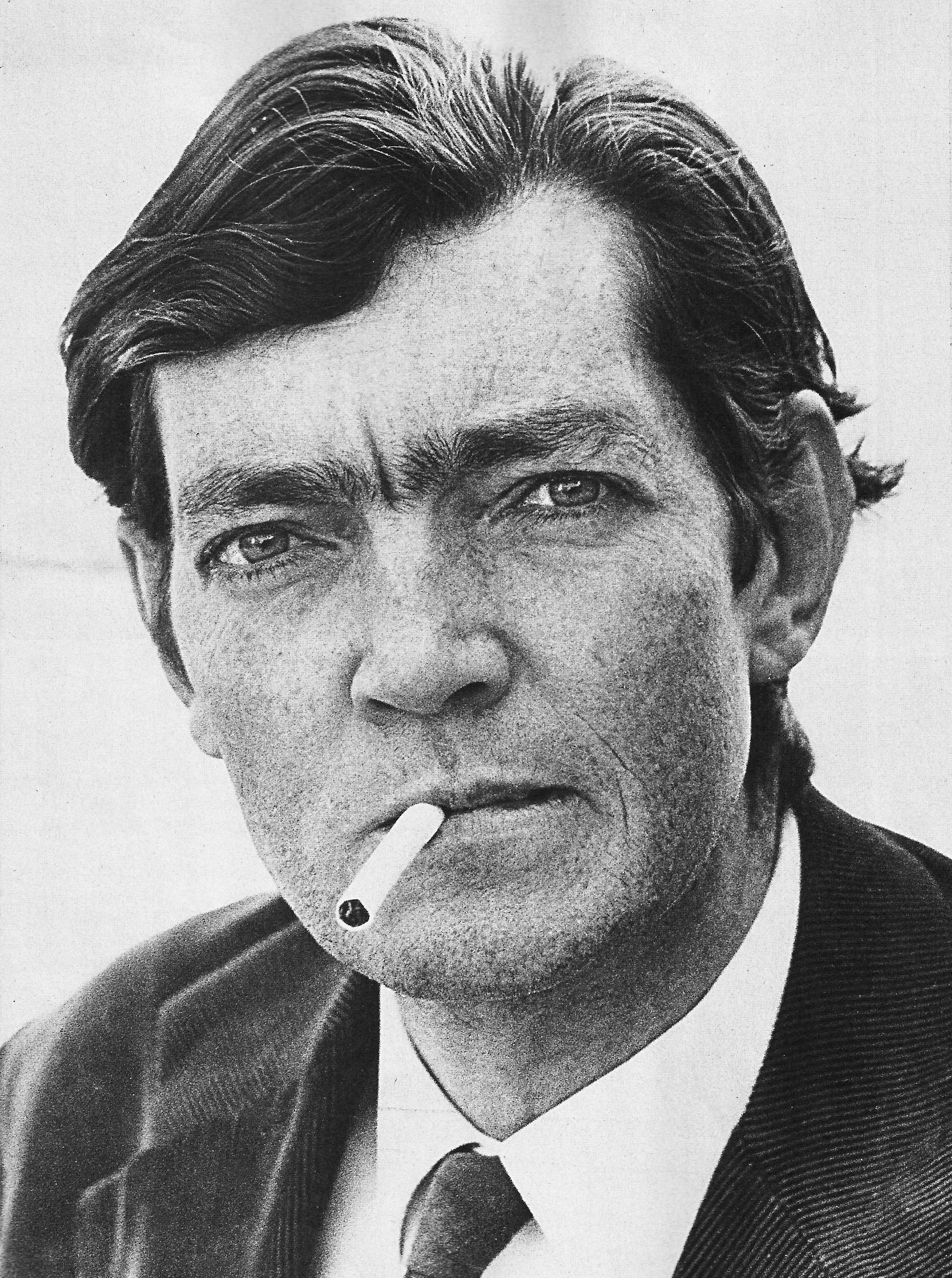
Хуліо Кортасар
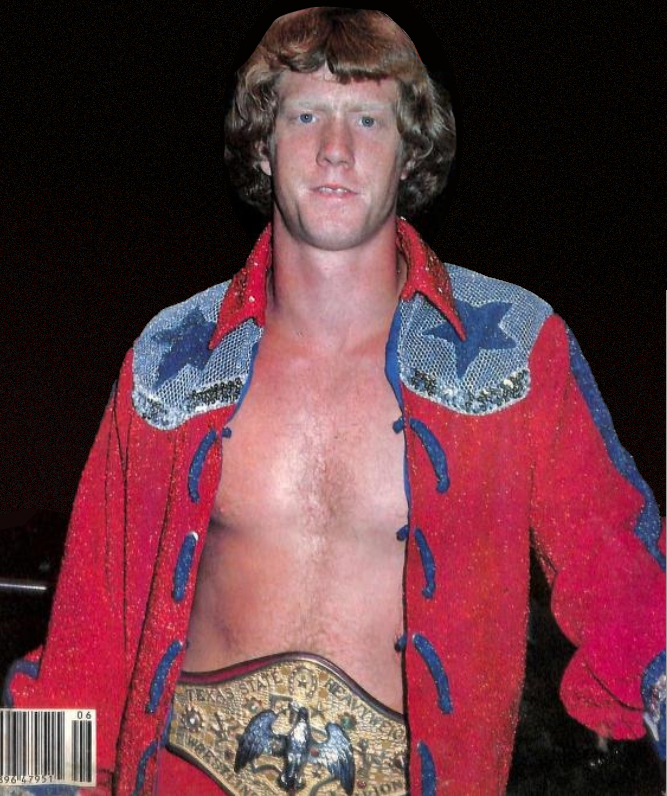
Давид фон Еріх

1 лютого — Ада «Бриктоп» Сміт, американська танцівниця, джазова співачка, водевілістка (*1894)
3 лютого — Ронні Бірман, нідерландська актриса та співачка (*1938)
4 лютого — Патрік Нагель, американський митець (*1945)
5 лютого — Геренчук Каленик Іванович, український фізико-географ, геоморфолог, ландшафтознавець (*1904)
5 лютого — Ель Санто, мексиканський лучадор енмаскарадо (професійний борець у масці), актор і народний герой (*1917)
5 лютого — Су Юй, китайський військовик (*1907)
6 лютого — Хорхе Гільєн, іспанський поет (*1893)
6 лютого — Осаму Міхара, японський бейсболіст (*1911)
7 лютого — Голам Алі Овейсі, іранський генерал, головнокомандувач Імперських збройних сил Ірану під керівництвом Мохаммада Рези Пехлеві (*1918)
7 лютого — Джанакі Аммал, індійська вчена-ботанік (*1897)
7 лютого — Франсіско де Асіс де Бурбон і Мартінес-Бордіу, іспанський аристократ (*1972)
8 грудня — Лютер Адлер, американський актор (*1903)
8 лютого — Філіпп Ар'єс, французький історик (*1914)
9 лютого — Андропов Юрій Володимирович, радянський партійний і державний діяч, Генеральний секретар ЦК КПРС (1982—1984), голова Президії Верховної Ради СРСР (1983—1984), голова КДБ СРСР (1967—1982), генерал армії (*1914)
9 лютого — Баласарасваті, індійська танцівниця (*1918)
10 лютого — Давид фон Еріх, американський професійний реслер (*1958)
11 лютого — Макбул Бхат, лідер кашмірських сепаратистів (*1938)
11 лютого — Хуат Дуй Тьєн, в'єтнамський революційний діяч, комуністичний функціонер (*1910)
11 лютого — Юсаф Салім Чишті, пакистанський учений і письменник (*1895)
12 лютого — Анна Андерсон, одна із найбільш відомих жінок, які видавали себе за княжну Анастасію, дочку останнього російського імператора Миколи ІІ й імператриці Олександри Федоровни (*1896)
12 лютого — Хуліо Кортасар, аргентинський письменник (*1914)
12 лютого — Махмут Самі Рамазаноглу, турецький письменник, священнослужитель, юрист (*1882)
13 лютого — Наомі Уемура, японський мандрівник-одинак (*1941)
13 лютого — Мозаммель Хаке Самаджі, бангладешський політик (*1937)
14 лютого — Гайдахан Бабаджі, індійський релігійний гуру (*н/д)
15 лютого — Грета Герман, німецька математикиня й філософиня (*1901)
15 лютого — Етель Мерман, американська акторка, співачка та письменниця (*1908)
16 лютого — М.А.Г. Османі, бангладешський військовий офіцер і революціонер (*1918)
16 лютого — Рагеб Харб, ліванський шиїтський священнослужитель, політик, імам (*1952)
17 лютого — Батицький Павло Федорович, радянський воєначальник, Маршал Радянського Союзу, Герой Радянського Союзу (*1910)
18 лютого — Закі Нурі, татарський поет і публіцист (*1921)
19 лютого — Кулатов Турабай Кулатович, киргизький радянський державний і партійний діяч, голова Ради народних комісарів Киргизької РСР у 1938—1945 р. (*1908)
19 лютого — Девід Ха-Коен, ізраїльський громадський, державний діяч і дипломат (*1898)
19 лютого — Куок Хуонг, в'єтнамський співак (*1915)
20 лютого — Аміров Фікрет Мешаді Джаміль-огли, азербайджанський радянський композитор, музичний педагог (*1922)
20 лютого — Джузеппе Коломбо, італійський учений, математик та інженер (*1920)
20 лютого — Теруяма Тайдо, японський бізнесмен (*1907)
21 лютого — Шолохов Михайло Олександрович, російський радянський письменник, лауреат Нобелівської премії з літератури 1965 (*1905)
22 лютого — Девід Веттер, американський хлопчик, який страждав на рідкісне генетичне захворювання (*1971)
22 лютого — Уве Йонсон, німецький письменник і перекладач (*1934)
22 лютого — Макс Ньюман, британський математик і криптоаналітик (*1897)
22 лютого — Олександр Гохберг, німецько-польський князь роду Гохбергів, учасник Другої світової війни (*1905)
22 лютого — Файзул Хасан Шах, пакистанський ісламський релігійний учений, оратор, поет і письменник (*1911)
24 лютого — Лі Хва Рьон, південнокорейський громадський активіст, борець дзюдо під час японського колоніального періоду, а також кінопродюсер (*1914)
24 лютого — Франс Галсема, нідерландський комік і співак (*1939)
25 лютого — Сімон Лекуе, іспанський футболіст (*1912)
25 лютого — Бахрам Афзалі, іранський адмірал, командувач ВМС Ірану з 1980 по 1983 р. (*1937)
25 лютого — Роджер Кудерк, французький спортивний журналіст, спеціаліст з регбі (*1918)
26 лютого — Данькевич Костянтин Федорович, український композитор, піаніст, педагог (*1905)
26 лютого — Хасан Хюсейн Коркмазгіль, турецький поет (*1927)
27 лютого — Хань Ляньчен, генерал Національно-революційної армії Республіки Китай, агент комуністів під прикриттям, згодом — генерал-лейтенант Китайської народно-визвольної армії (*1909)
28 лютого — Таха Бакір, іракський археолог, письменник, лінгвіст, історик, куратор Національного музею Іраку (*1912)

## Березень

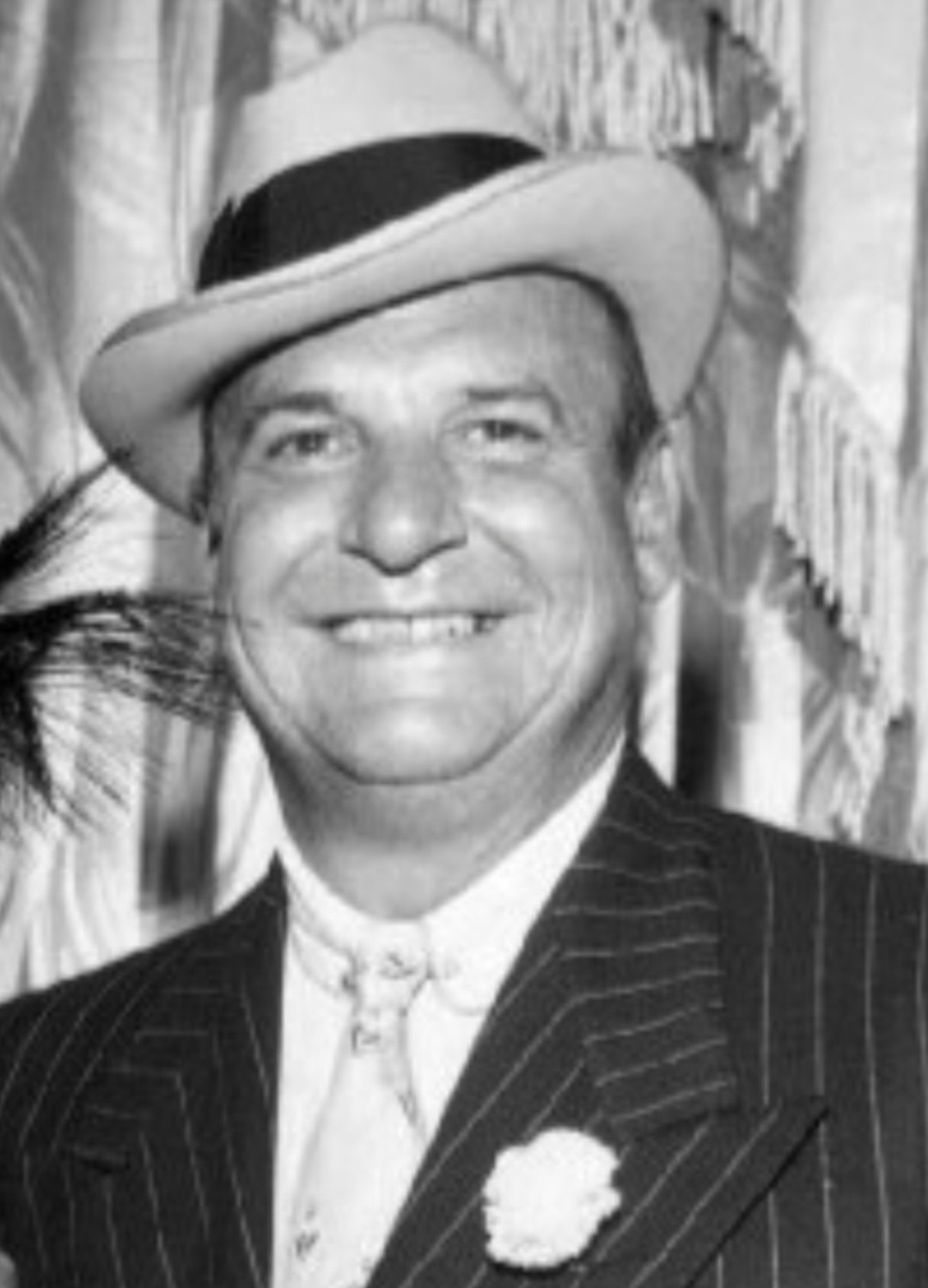
Джекі Куган
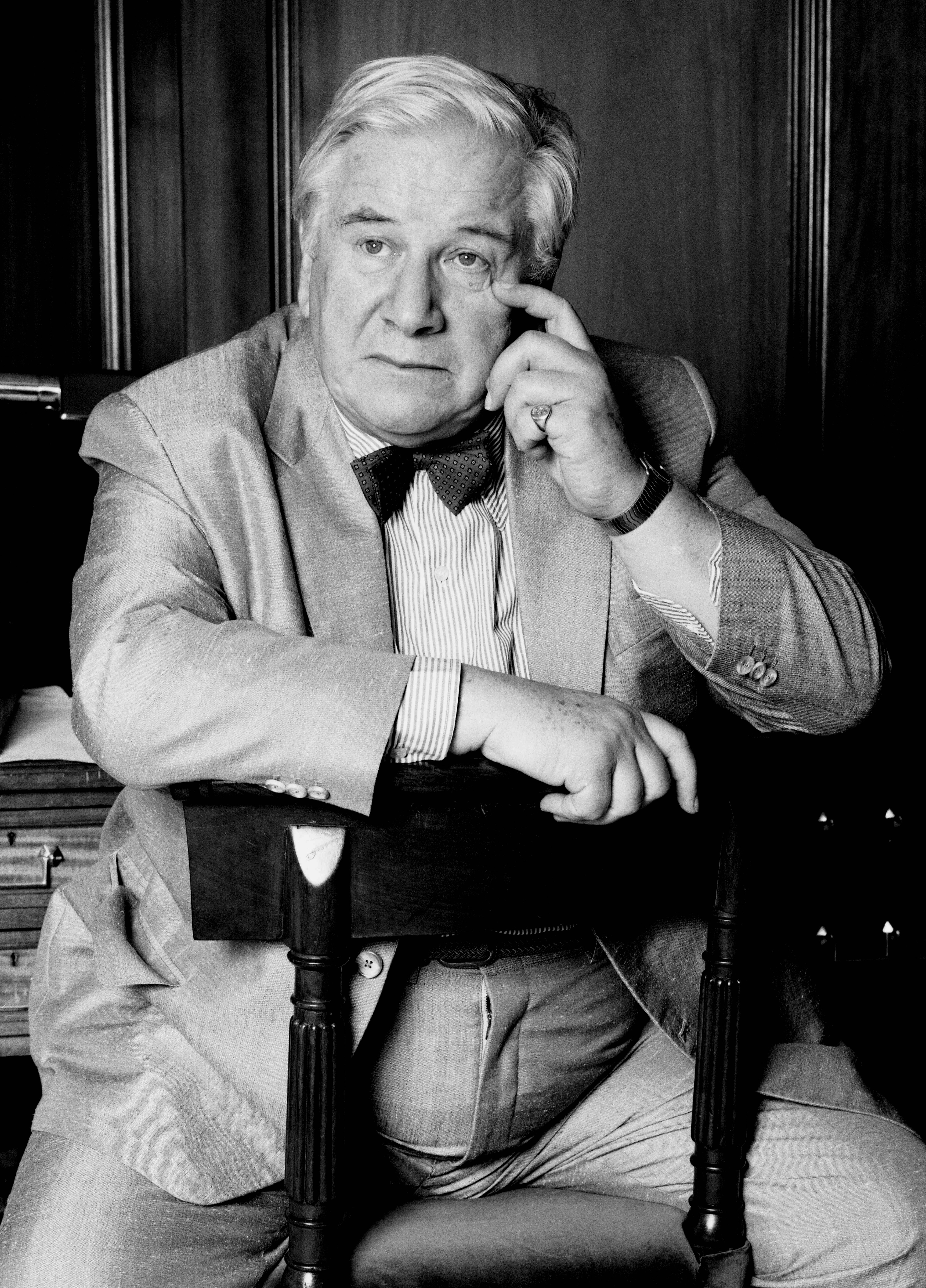
Пітер Устінов
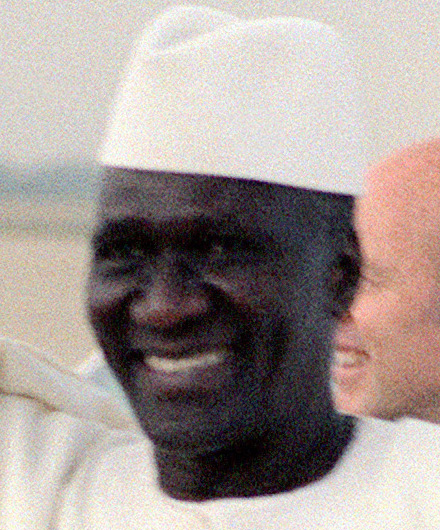
Ахмед Секу Туре
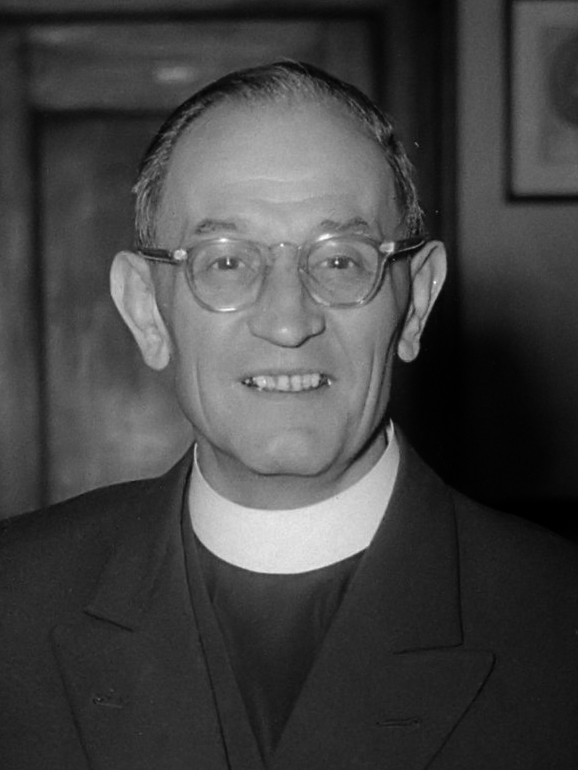
Мартін Німеллер

1 березня — Джекі Куган, американський актор (*1914)
1 березня — Абдорасул Заррін, іранський снайпер під час ірано-іракської війни (*1941)
1 березня — Пітер Вокер, англійський автогонщик (*1912)
5 березня — Вільям Пауелл, американський актор (*1892)
5 березня — Тіто Ґоббі, італійський співак (баритон) і оперний режисер-постановник (*1913)
5 березня — Жерар Лебовічі, французький кінопродюсер, імпресаріо, меценат і видавець (*1932)
6 березня — Біллі Коллінз, американський професійний боксер (*1961)
6 березня — Мартін Німеллер, німецький теолог, лютеранський пастор, антинацистський діяч (*1892)
7 березня — Мохаммад Ебрагім Хеммат, іранський воєначальник і педагог, один із найвищих офіцерів Корпусу вартових Ісламської революції під час ірано-іракської війни (*1955)
9 березня — Кім Ір, північнокорейський військовик і партійний діяч, другий голова уряду КНДР (1972—1976) (*1910)
10 березня — Діно Шафек, британський бангладешський комедійний актор (*1930)
10 березня — І.С. Джохар, індійський актор, сценарист, продюсер і режисер (*1920)
11 березня — Гледіс Перл Бейкер, мати американської актриси Мерилін Монро (*1902)
12 березня — Арнольд Рідлі, англійський драматург і актор (*1896)
13 березня — Хоссейн Гол-е-Голаб, іранський вчений-ерудит і музикант (*1895)
14 березня — Ованес Шираз, вірменський радянський поет (*1915)
15 березня — Кен Карпентер, американський легкоатлет, який спеціалізувався в метанні диска (*1913)
15 березня — Ю Ок-ву, південнокорейський політик (*1914)
19 березня — Річард Беллман, американський математик (*1920)
19 березня — Ашутош Бхаттачар'я, бангладешський дослідник і професор бенгальської літератури та народної культури (*1909)
21 березня — М.Р.Р. Васу, індійський актор (*1942)
23 березня — Шона Грант, американська порноакторка і фотомодель (*1963)
23 березня — Жан Пруве, французький металіст, архітектор-самоук та дизайнер (*1901)
23 березня — Лі Гон, онук імператора Корейської імперії Коджона та шостий син принца Ї Кана (*1919)
24 березня — Мануель Флейтас Соліч, парагвайський футболіст, тренер (*1900)
24 березня — Сем Джаффе, американський актор, викладач, музикант та інженер (*1891)
26 березня — Ахмед Секу Туре, перший президент Гвінеї з 1958 р. (*1922)
26 березня — Бранко Чопич, югославський письменник та поет (*1915)
26 березня — Соетджипто Джоедодіхарджо, голова національної поліції Індонезії (1965—1968) (*1917)
28 березня — Пітер Устінов, британський актор театру та кіно, кінорежисер, театральний постановник, драматург, сценарист, письменник, колумніст, теле- та радіоведучий, продюсер (*1921)
30 березня — Гаетан Дюга, франко-канадський стюард авіакомпанії «Air Canada», гомосексуал; помилково відомий як «пацієнт зеро» в розповсюдженні ВІЛ (*1953)
30 березня — Карл Ранер, німецький єзуїтський священник і теолог (*1904)
31 березня — Рональд Кларк О'Браян, американський вбивця (*1944)

## Квітень

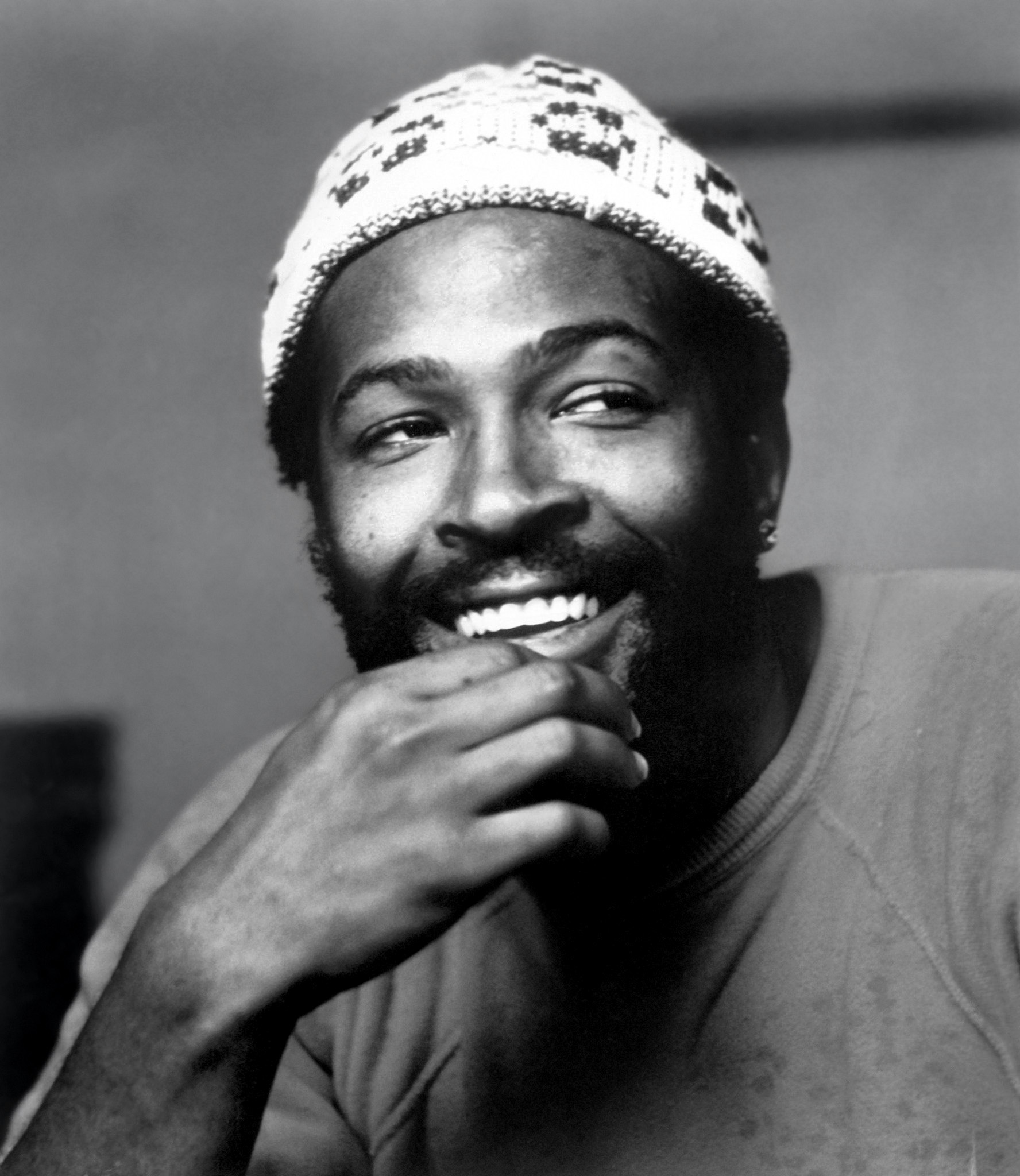
Марвін Ґей
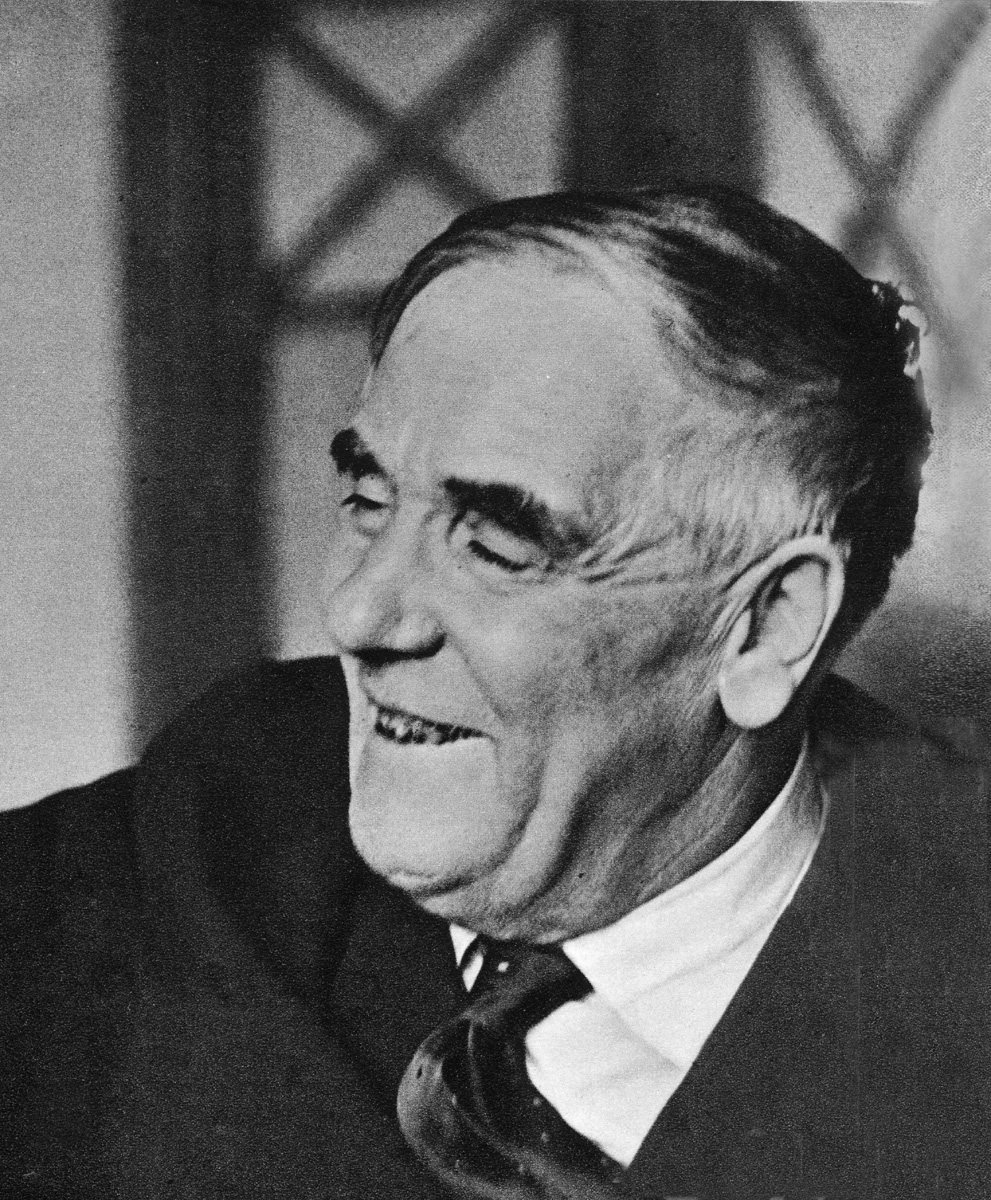
Петро Капиця
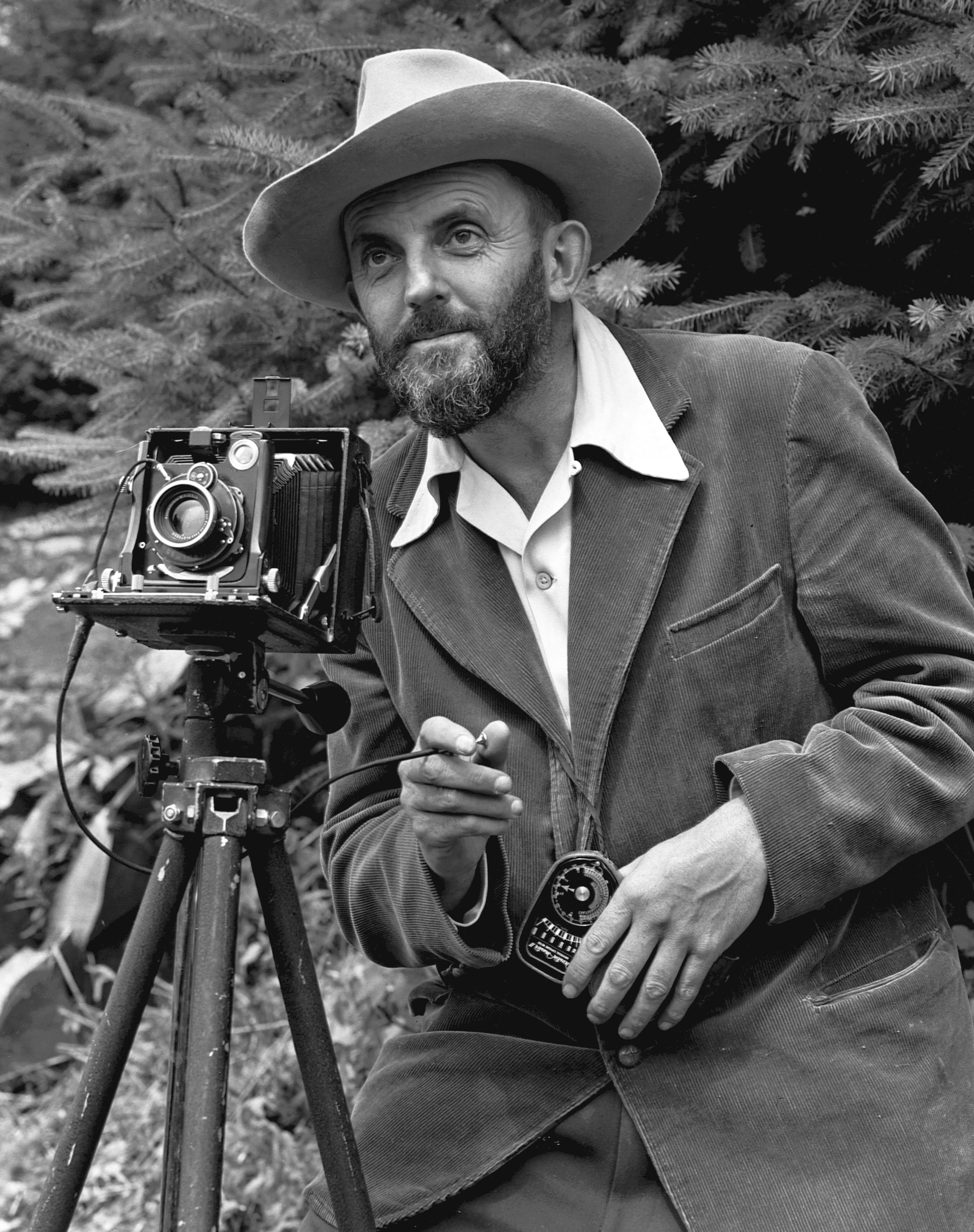
Ансель Адамс
Олег Антонов
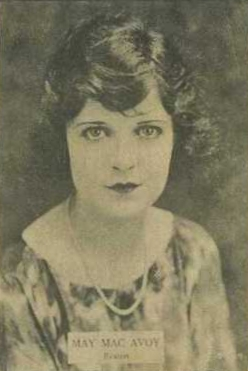
Мей МакЕвой

1 квітня — Марвін Ґей, американський співак, аранжувальник, мультиінструменталіст, пісняр і музичний продюсер (*1939)
1 квітня — Елізабет Гоудж, англійська письменниця художньої літератури та дитячих книжок (*1900)
2 квітня — Адальберто Перейра душ Сантуш, бразильський генерал і політик, віце-президент Бразилії (*1905)
2 квітня — Анджела Фігера Аймеріх, баскська поетеса, яка писала іспанською мовою (*1902)
2 квітня — Реха Фраєр, ізраїльська педагогиня, сіоністка (*1892)
2 квітня — Тіч Трі Тху, в'єтнамський буддистський монах (*1909)
3 квітня — Джек Мідделбург, нідерландський мотогонщик (*1952)
4 квітня — Антонов Олег Костянтинович, український радянський авіаконструктор (*1906)
5 квітня — Артур Гарріс, британський воєначальник, баронет, маршал Королівських повітряних сил, учасник багатьох воєн (*1892)
5 квітня — Джузеппе Туччі, італійський тибетолог, індолог і релігієзнавець (*1894)
5 квітня — Герберт Флейшман, німецький актор кіно та телебачення, а також актор радіовистав і озвучування (*1925)
5 квітня — Тео Кумен, нідерландський спортивний репортер (*1929)
6 квітня — Кадзуо Хасегава, японський актор (*1908)
6 квітня — О Бек Рьон, військовий і політик Корейської Народно-Демократичної Республіки (*1913)
7 квітня — Френк Черч, американський політик-демократ (*1924)
7 квітня — Ву Банг, в'єтнамський письменник і журналіст (*1913)
8 квітня — Капиця Петро Леонідович, радянський фізик українського походження, лауреат Нобелівської премії з фізики 1978 (*1894)
8 квітня — Даенг Соетінья, індонезійський педагог (*1908)
9 квітня — Ренато Перона, італійський велогонщик (*1927)
9 квітня — Масаші Амеморі, японський актор озвучування (*1930)
10 квітня — Якуб Берман, польський комуністичний політик єврейського походження, член вищого партійно-державного керівництва у 1945—1956 рр. (*1901)
10 квітня — Віллі Земмелрогге, німецький актор, режисер театру та радіо (*1923)
10 квітня — Г'ю Макінтайр Лінтон, американський інженер-архітектор та протестанський місіонер, який переважно працював у Кореї (*1926)
12 квітня — Едвін Т. Лейтон, контрадмірал ВМС США (*1903)
13 квітня — Інгіт Гарнасіх, друга дружина першого президента Індонезії Сукарно (*1888)
13 квітня — Крістофер Уайлдер, австралійсько-американський серійний вбивця (*1945)
14 квітня — Андерс Геуген, американський лижник та стрибун з трампліна норвезького походження (*1888)
15 квітня — Вільям Емпсон, англійський літературний критик і поет (*1906)
15 квітня — Томмі Купер, валлійський реквізитний комік і фокусник (*1921)
16 квітня — Саймон Спайс, данський бізнесмен (*1921)
17 квітня — Марк Вейн Кларк, американський воєначальник, генерал армії США, учасник Першої, Другої світових та Корейської війни; командувач миротворчими силами ООН у Кореї (1952—1954) (*1896)
18 квітня — Леопольд Ліндтберг, швейцарський театральний і кінорежисер австрійського походження (*1902)
19 квітня — Хе Цзичжень, китайська військова, революціонерка і політикиня, третя дружина голови Мао Цзедуна (*1909)
20 квітня — Отто Аросемена, президент Еквадору (1966—1968) (*1925)
20 квітня — Марі-Андре Леклерк, спільниця канадського злочинця Чарльза Собраджа (*1945)
21 квітня — Мануель Мухіка Лайнес, аргентинський письменник, мистецтвознавець і журналіст (*1910)
21 квітня — Марсель Янко, румунський та ізраїльський художник, архітектор і теоретик мистецтва (*1895)
22 квітня — Ансель Адамс, американський фотограф (*1902)
23 квітня — Ред Гарленд, американський джазовий піаніст (*1923)
23 квітня — Роланд Пенроуз, англійський художник, історик і поет (*1900)
23 квітня — Абдул Джаббар Хан, бангладешський суддя та державний службовець (*1902)
24 квітня — Шафі Окарві, пакистанський релігійний учений і оратор (*1930)
25 квітня — Лисяк-Рудницький Іван Павлович, український вчений, історик української суспільно-політичної думки, політолог, публіцист (*1919)
25 квітня — Маланчук Валентин Юхимович, компартійний діяч УРСР (*1928)
25 квітня — Девід Ентоні Кеннеді, син американського політичного і державного діяча Роберта Ф. Кеннеді та Етель Скейкел (*1955)
25 квітня — Кевін Е. Лінч, американський міський планувальник і письменник (*1918)
26 квітня — Каунт Бейсі, американський джазовий піаніст, органіст, керівник біг-бенду (*1904)
26 квітня — Мей МакЕвой, американська кіноакторка чорно-білого кіно (*1899)
26 квітня — Хельге Левланд, норвезький легкоатлет, який спеціалізувався в десятиборстві (*1890)
29 квітня — Бальцар фон Платен, шведський інженер, винахідник і підприємець (*1898)
30 квітня — Зельда, ізраїльська поетеса (*1914)
30 квітня — Майкл Адеан, барон Адеан, особистий секретар королеви Єлизавети II (*1910)
30 квітня — Родріго Лара, колумбійський юрист і політик (*1946)

## Травень

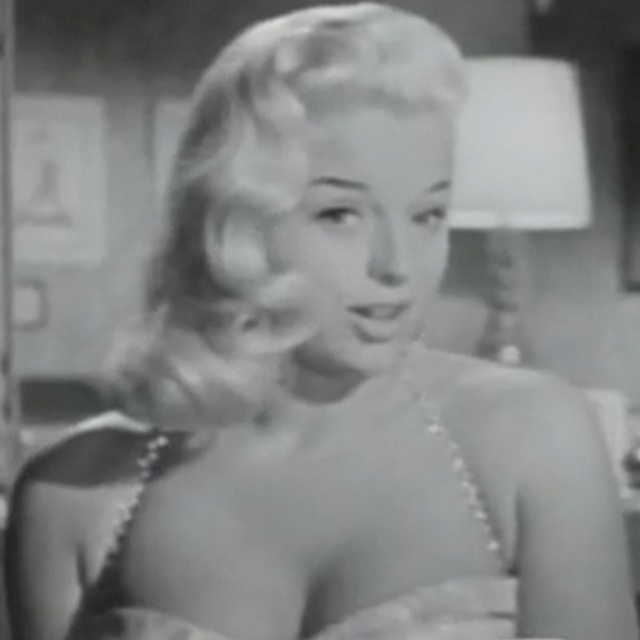
Діана Дорс
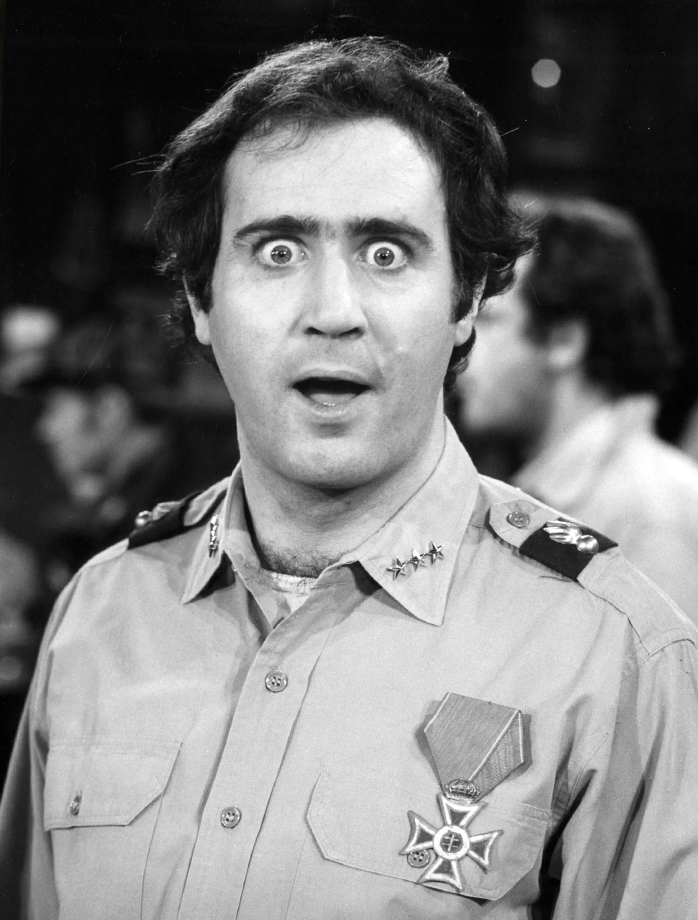
Енді Кауфман
Олекса Тихий
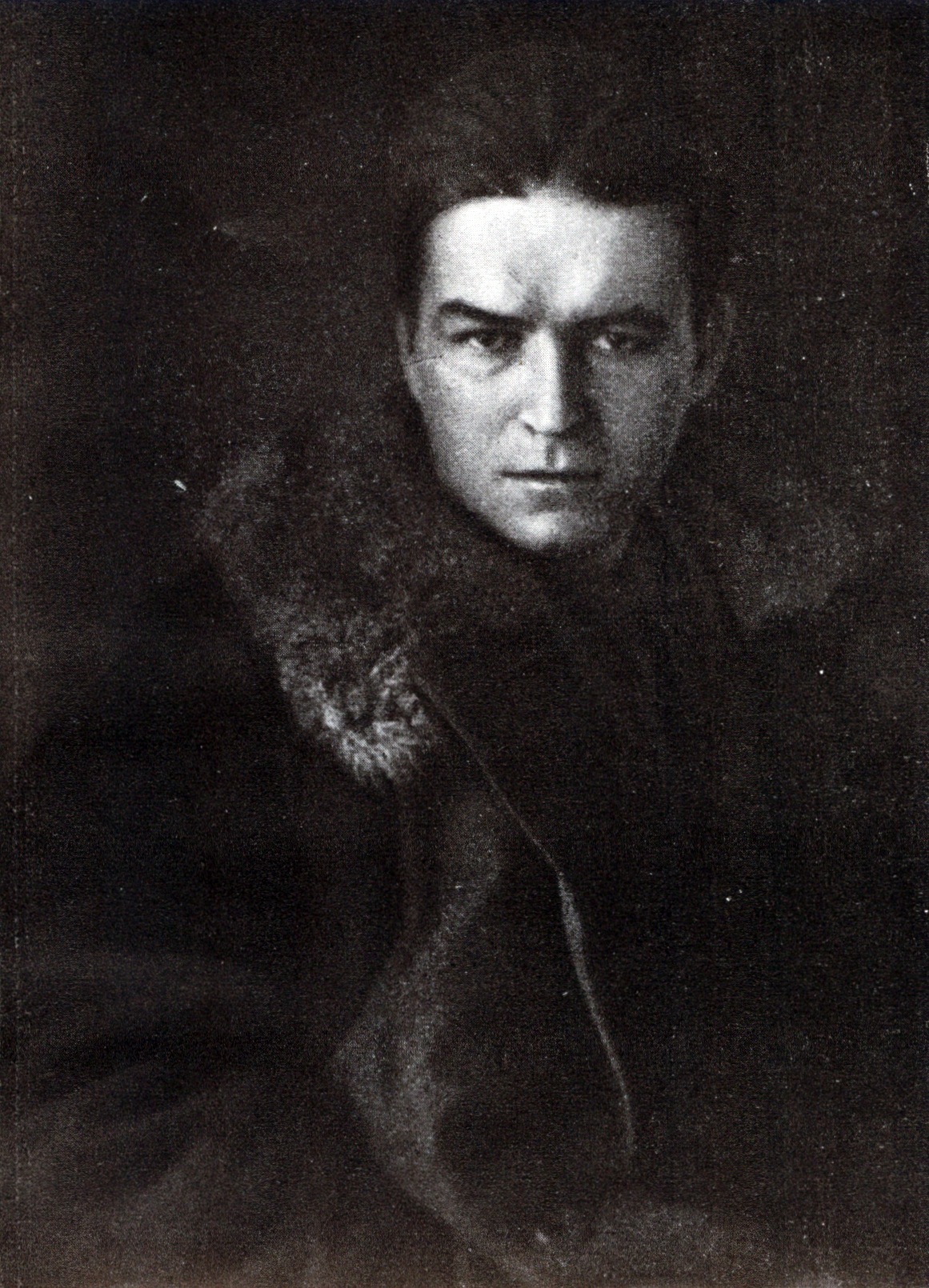
Борис Антоненко-Давидович
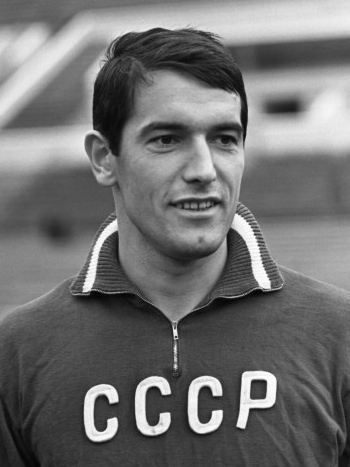
Валерій Воронін
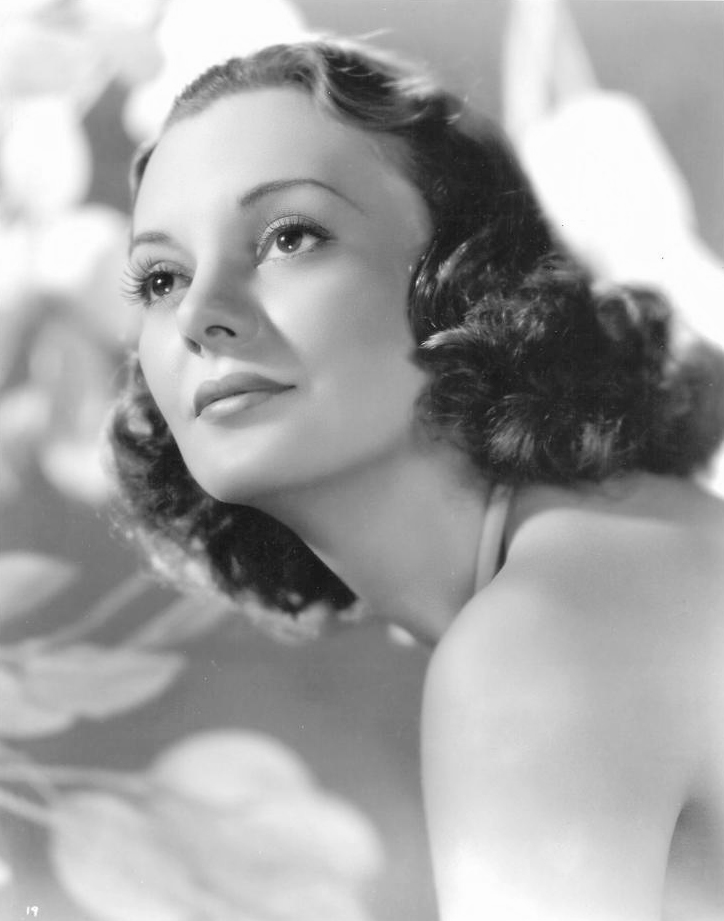
Андреа Лідс

1 травня — Юрі Лоссманн, естонський футболіст і легкоатлет (*1891)
3 травня — Курт Мартті Валленіус, фінський військовик, учасник громадянської війни 1918 року та Зимової війни (1939—1940) (*1893)
4 травня — Діана Дорс, англійська актриса та співачка (*1931)
4 травня — Едді Лоурі, американський кедді, гольфіст-любитель і бізнесмен-мільйонер (*1902)
6 травня — Тихий Олексій Іванович, український дисидент, правозахисник, учитель, мовознавець-аматор, член-засновник Української гельсінської групи (*1927)
6 травня — Цзян Юліу, китайський кантонський оперний драматург, кіносценарист, кінорежисер, публіцист, редактор газети, викладач (*1910)
8 травня — Джино Б'янко, бразильський автогонщик (*1916)
9 травня — Антоненко-Давидович Борис Дмитрович, український письменник, літературний перекладач (*1899)
9 травня — Міріам Ялан-Штекліс, ізраїльська дитяча поетеса і письменниця (*1900)
9 травня — Сальников Сергій Сергійович, радянський футболіст та футбольний тренер (*1925)
10 травня — Жоакім Агостіньо, португальський велогонщик (*1943)
10 травня — Партап Сінгх, сикхський священник і панджабський письменник (*1904)
11 травня — Тоні Турек, німецький футболіст (*1919)
12 травня — Матіас Гонсалес, уругвайський футболіст (*1925)
13 травня — Станіслав Улям, польський і американський математик єврейського походження (*1909)
13 травня — Педро Нава, бразильський лікар і письменник (*1903)
14 травня — Вальтер Рауфф, німецький офіцер, корветтен-капітан Крігсмаріне, штандартенфюрер СС, службовець СД і РСХА (*1906)
14 травня — Фрідріх Силабан, індонезійський архітектор (*1912)
15 травня — Ліонель Роббінс, британський економіст (*1898)
15 травня — Алі Моертопо, індонезійський мислитель, діяч розвідки та політик (*1924)
15 травня — Марія Жозе Дюпре, бразильська письменниця (*1898)
15 травня — Френсіс Шеффер, американський євангельський теолог, філософ і пресвітеріанський пастор (*1912)
16 травня — Енді Кауфман, американський шоумен, актор та артист ревю (*1949)
16 травня — Ірвін Шоу, американський драматург, сценарист і письменник (*1913)
17 травня — Ельза Гомес, бразильська акторка, що народилася в Португалії (*1910)
19 травня — Воронін Валерій Іванович, радянський футболіст (*1939)
19 травня — Джон Бетчеман, британський поет і письменник (*1906)
19 травня — Чистякова Валентина Миколаївна, українська театральна акторка і педагогиня (*1900)
19 травня — Тейшейра Лотт, бразильський військовий і політик (*1894)
19 травня — Хенрік Тікканен, фінсько-шведський письменник і художник (*1924)
20 травня — Оулавюр Йоуганнессон, прем'єр-міністр Ісландії (1971—1974, 1978—1979) (*1913)
20 травня — Білл Голланд, американський автогонщик (*1907)
21 травня — Андреа Лідс, американська кіноактриса (*1913)
21 травня — Мохамед Шаукі, єгипетський актор (*1915)
22 травня — Карл-Август Фагергольм, фінський політик, спікер парламенту і тричі прем'єр-міністр Фінляндії (*1901)
22 травня — Лоран Гріммонпре, бельгійський футболіст (*1902)
22 травня — Джон Марлі, американський актор і театральний режисер (*1907)
22 травня — Рамбай Барні, королева-консорт Сіаму (1925—1935) як дружина короля Сіаму Прачадіпока (*1904)
22 травня — Чу Ван Тан, генерал Народної армії В'єтнаму (*1910)
24 травня — Вінсент Дж. Макмехон, американський промоутер професійної боротьби (*1914)
28 травня — Д'Арвілл Мартін, американський актор та режисер кіно та телебачення (*1939)
28 травня — Ерік Моркам, англійський комік (*1926)
28 травня — Ібрагім Шевкі Атасагун, турецький політик і лікар, віце-президент Туреччини в 1966 р. (*1899)
28 травня — Йошіко Мібучі, японська юристка (*1914)
29 травня — Кім Сон Ґан, південнокорейський футболіст (*1912)

## Червень

Архип Люлька
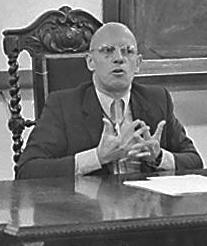
Мішель Фуко
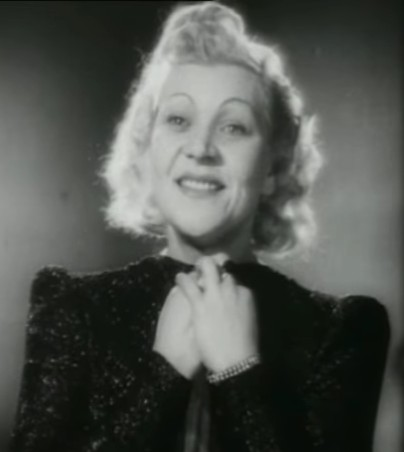
Клавдія Шульженко
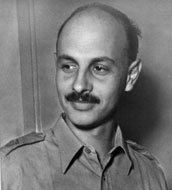
Іґаель Ядін

1 червня — Аббас Хваджа Ахмед, індійський письменник, сценарист, кінорежисер і громадський діяч (*1914)
1 червня — Люлька Архип Михайлович, український радянський конструктор авіаційних двигунів, академік (*1908)
1 червня — Нана Пальшикар, індійський актор (*1907)
2 червня — Бішванатх Дас, індійський політик, юрист і філантроп (*1889)
2 червня — Рауль Бопп, бразильський поет і дипломат-модерніст (*1898)
3 червня — Альдо Кампателлі, італійський футболіст, тренер (*1919)
4 червня — Сара Шагуфта, пакистанська поетеса, яка писала мовами урду та пенджабі (*1954)
5 червня — Ахмед Фуад Мохіеддін, прем'єр-міністр Єгипту у 1982—1984 рр. (*1926)
6 червня — Джарнайл Сінгх Бхіндранвале, індійський сикхський бойовик (*1947)
6 червня — Еммі Піклер, угорська педіатриня (*1902)
6 червня — Жуліо Баррозу, бразильський журналіст, композитор, письменник, співак і ді-джей (*1953)
6 червня — Оке Ольмаркс, шведський релігійний історик, письменник і перекладач (*1911)
6 червня — Педро Нель Гомес, колумбійський інженер, архітектор, містобудівник, філософ, скульптор-монументаліст (*1899)
6 червня — У Гучжень, політик Республіки Китай (*1903)
6 червня — Шабег Сінгх, індійський військовий офіцер (*1924)
7 червня — Абдулла бін Насер бін Абдель-Азіз Аль Сауд, третій син принца Насера бін Абдель-Азіза Аль Сауда, шостого сина короля Саудівської Аравії Абдель-Азіза (*1939)
10 червня — Денисенко Володимир Терентійович, український радянський кінорежисер, сценарист та педагог (*1930)
10 червня — Халіде Нусрет Зорлутуна, турецька поетеса й письменниця (*1901)
11 червня — Енріко Берлінгуер, італійський політик, секретар Італійської комуністичної партії (*1922)
11 червня — Зігге Фюрст, шведський актор, співак, артист і ведучий (*1905)
13 червня — Кен Армстронг, англійсько-новозеландський футболіст, тренер (*1924)
13 червня — Антоніо Варіасойеш, португальський співак і композитор (*1944)
15 червня — Мередіт Вілсон, американський флейтист, композитор, диригент, музичний аранжувальник, керівник оркестру, драматург і письменник (*1902)
16 червня — Пак Ін Чхон, південнокорейський бізнесмен (*1901)
17 червня — Шульженко Клавдія Іванівна, радянська естрадна співачка та акторка українського походження (*1906)
18 червня — Алан Берг, американський ведучий ток-радіошоу (*1934)
18 червня — Марлія Харді, індонезійська акторка (*1927)
19 червня — Лі Краснер, американська художниця (*1908)
20 червня — Естель Вінвуд, англійська акторка, яка переїхала до Сполучених Штатів (*1883)
21 червня — Хабіб Хабірі, іранський футболіст (*1954)
21 червня — Жан Гюго, французький художник, декоратор, ілюстратор і письменник (*1894)
22 червня — Джозеф Лоузі, американсько-британський театральний та кінорежисер (*1909)
22 червня — Маріанна Штраус, дружина німецького державного діяча Франца Йозефа Штрауса (*1930)
25 червня — Мішель Фуко, французький філософ та історик (*1926)
25 червня — Мохаммед Халава, єгипетський пісняр (*1927)
25 червня — Хо Дак Ді, в'єтнамський лікар і педагог (*1900)
26 червня — Карл Форман, американський сценарист і кінопродюсер (*1914)
28 червня — Іґаель Ядін, другий начальник Генерального штабу Армії оборони Ізраїлю, ізраїльський археолог і політичний діяч (*1917)
28 червня — Кріста Шредер, секретарка Адольфа Гітлера (*1908)
28 червня — Клод Шевалле, французький математик, один із засновників групи Бурбакі (*1909)
28 червня — Мілан Хладіл, чеський співак (*1931)
29 червня — Самуель Вейнер Фільо, бразильський журналіст і музичний продюсер (*1955)
30 червня — Ліліан Геллман, американська драматургиня, письменниця і сценаристка (*1905)

## Липень

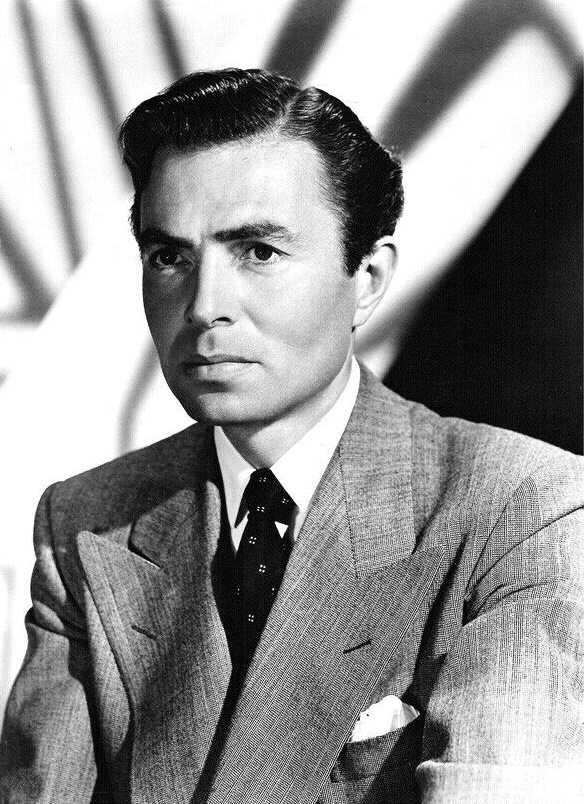
Джеймс Мейсон
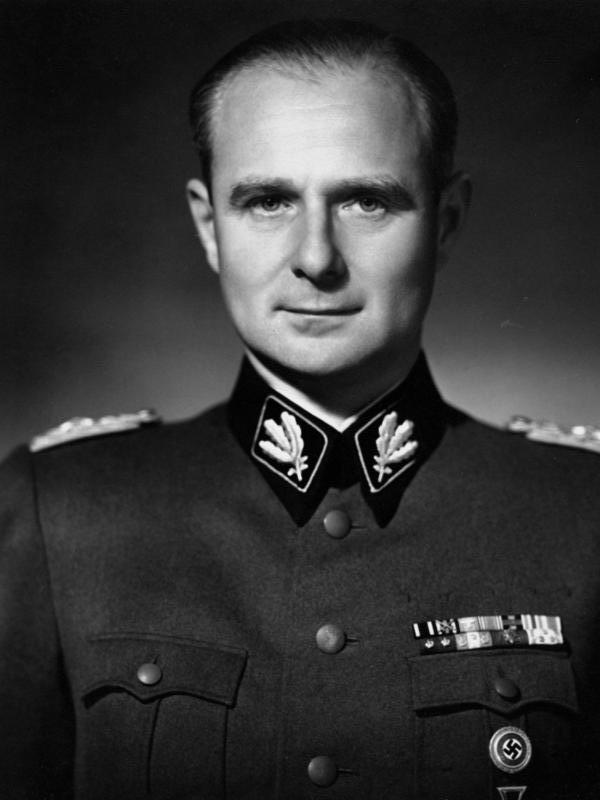
Карл Вольф
Фаїна Раневська
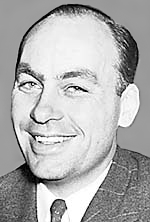
Джордж Ґеллап

1 липня — Віктор Аведаньйо, аргентинський боксер (*1907)
1 липня — Моше Фелденкрайз, українсько-ізраїльський інженер і фізик, відомий як засновник методу Фельденкрайза (*1904)
1 липня — Равішанкар В'яс, індійський активіст незалежності, соціальний працівник і послідовник Махатми Ганді (*1884)
3 липня — Ернесто Маскероні, уругвайський, пізніше італійський футболіст (*1907)
3 липня — Рауль Салан, генерал французької армії та засновник Organisation de l'armée secrète (*1899)
6 липня — Вільгельміна Вайлі, австралійська плавчиня (*1891)
6 липня — Заті Сунгур, турецький ілюзіоніст (*1898)
7 липня — Елба де Падуа Ліма, бразильський футболіст, тренер (*1915)
7 липня — Рікі Кассо, американський вбивця (*1967)
7 липня — Флора Робсон, англійська актриса (*1902)
7 липня — Чжан Кеся, китайський комуністичний військовий і політичний діяч (*1900)
8 липня — Брассаї, угорсько-французький фотограф, скульптор, медальєр, письменник і кінорежисер (*1899)
8 липня — Клаудіо Санчес-Альборнос, іспанський історик і політик (*1893)
9 липня — Жо Буйон, французький композитор, диригент і скрипаль (*1908)
12 липня — Джохар Салем, кувейтський актор (*1931)
13 липня — Абдель Фаттах Мустафа, єгипетський ліричний поет (*1924)
15 липня — Карл Вольф, один з вищих офіцерів СС, обергруппенфюрер СС і генерал військ СС (*1900)
15 липня — Седіатмо, індонезійський інженер-будівельник, учений (*1909)
15 липня — Хасан Басрі, індонезійський військовий діяч, національний герой Індонезії (*1923)
18 липня — Бредун Едуард Олександрович, радянський кіноактор (*1934)
19 липня — Бандера Андрій Степанович, український громадський діяч в еміграції, журналіст, син Степана Бандери (*1946)
19 липня — Раневська Фаїна Георгіївна, радянська російська акторка (*1896)
19 липня — Гаррі Стоквелл, американський актор і співак (*1902)
20 липня — Джим Фікс, американський письменник нон-фікшн, що писав про фітнес (*1932)
21 липня — Ахмед Абделькадер, єгипетський співак і композитор (*1916)
21 липня — Ксеско Бойкс, каталонський музикант, артист і виконавець народних і дитячих пісень (*1946)
21 липня — Тайєб Мохаммад Гобель, індонезійський бізнесмен і політик (*1930)
22 липня — Ернесто Альбан, еквадорський актор (*1912)
24 липня — Ар'є Шарон, ізраїльський архітектор (*1900)
24 липня — Хосе Мауро де Васконселос, бразильський письменник (*1920)
25 липня — Біг Мама Торнтон, американська співачка (*1926)
25 липня — Короткевич Володимир Семенович, білоруський письменник, поет, драматург, перекладач і громадський діяч (*1930)
25 липня — Хірата Акіхіко, японський актор (*1927)
26 липня — Джордж Ґеллап, американський вчений, журналіст, статистик, педагог, автор наукових методів вивчення громадської думки (*1901)
26 липня — Ед Ґейн, американський маніяк, вбивця, викрадач тіл (*1906)
26 липня — Мухаммад Азза Дарваза, арабський націоналістичний мислитель, письменник і активіст (*1887)
27 липня — Джеймс Мейсон, англійський актор, сценарист і продюсер (*1909)
27 липня — Жанна Модільяні, французька письменниця, перекладачка, учасниця Французького руху Опору під час Другої світової війни (*1918)
27 липня — К.Л. Франклін, американський баптистський священник і борець за громадянські права (*1915)
28 липня — Абдул Рахім Мансур, єгипетський ліричний поет (*1941)
29 липня — Полковник Ремі, однин із найвідоміших бійців Французького опору під час Другої світової війни (*1904)
29 липня — Чжоу Цзяньрен, китайський біолог і політичний діяч (*1888)
31 липня — Андоні Аррісабалага, баскськський альпініст і член ЕТА (*1941)
31 липня — Гопі Крішна, індійський йог, містик, вчитель, соціальний реформатор і письменник (*1903)

## Серпень

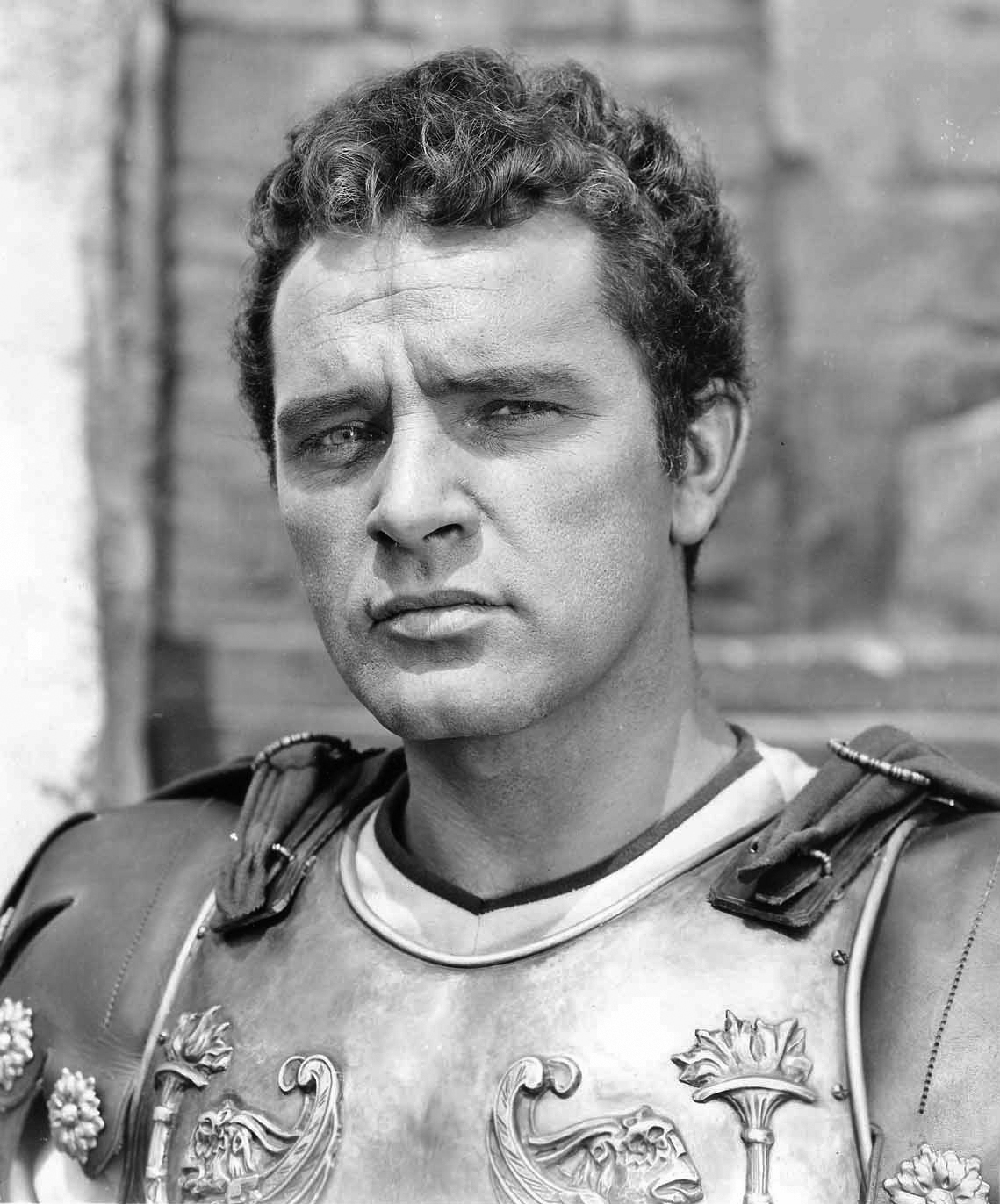
Річард Бертон
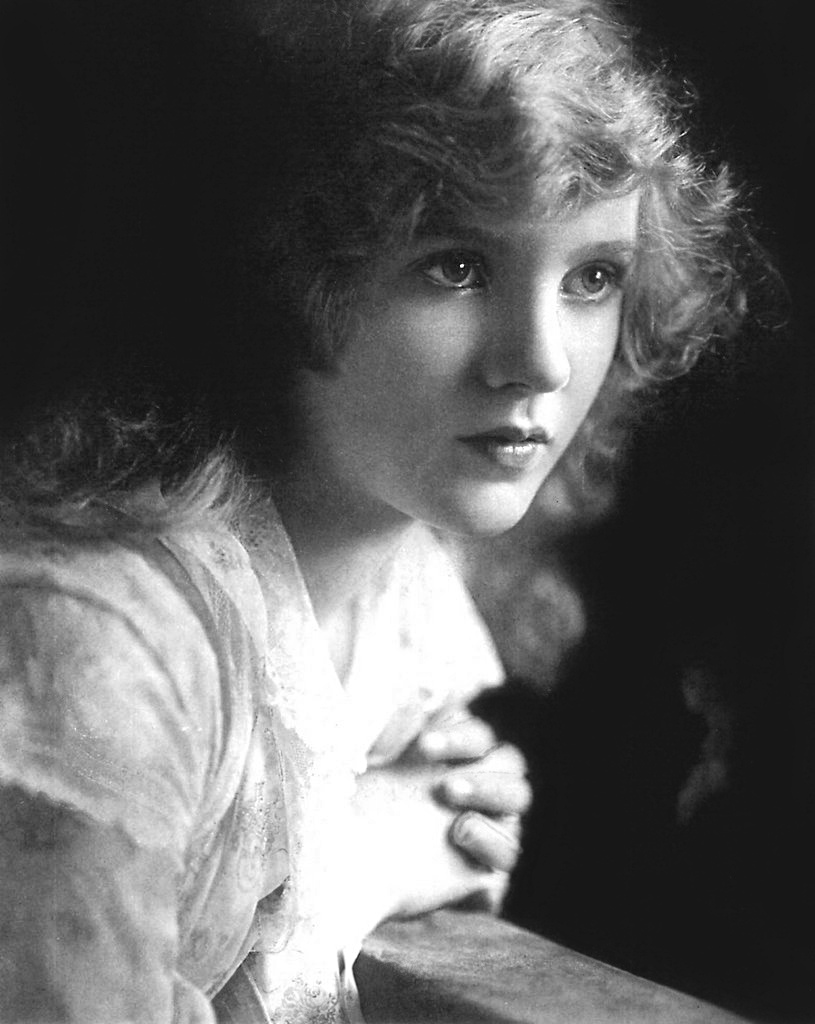
Мері Майлз Мінтер
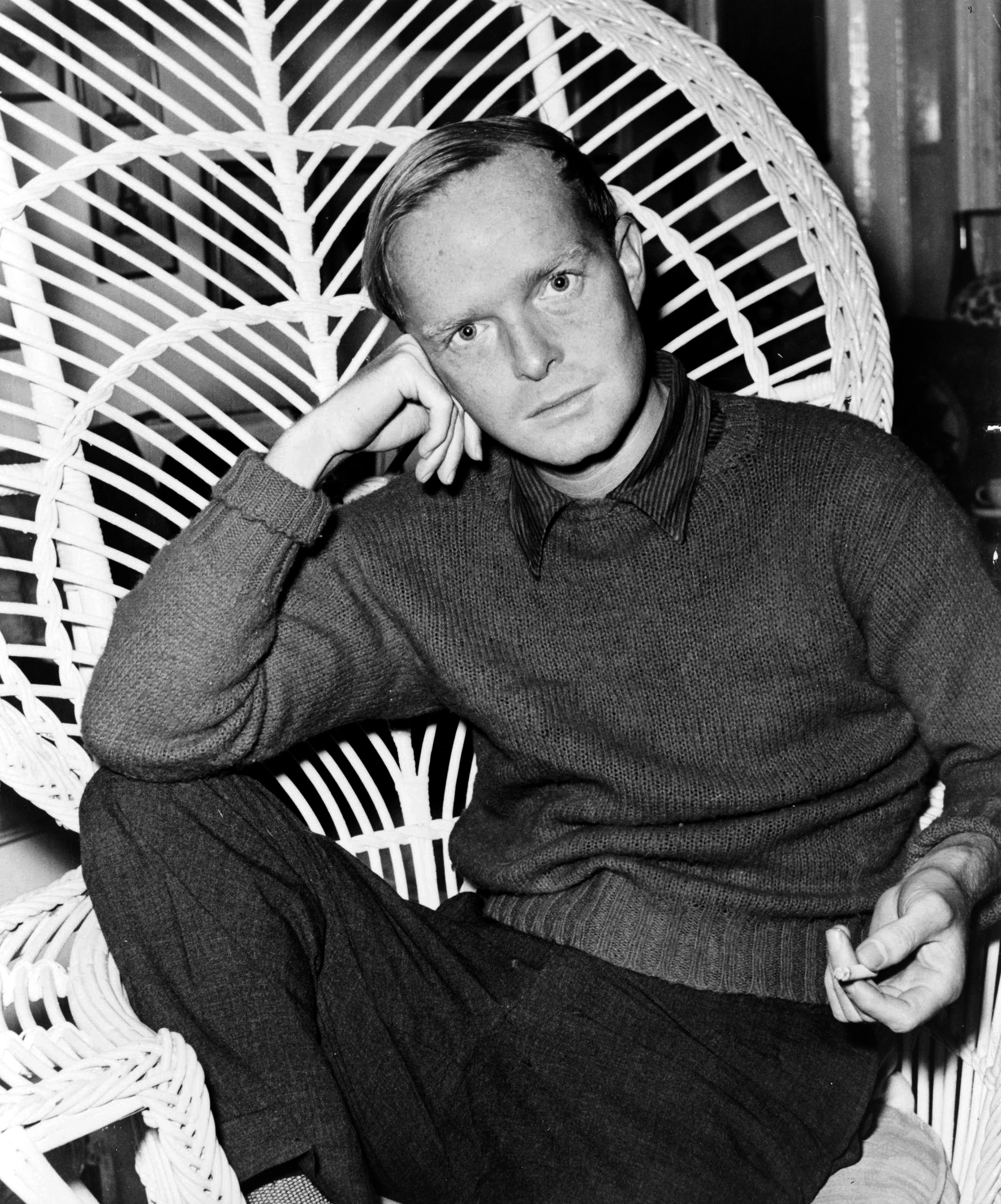
Трумен Капоте
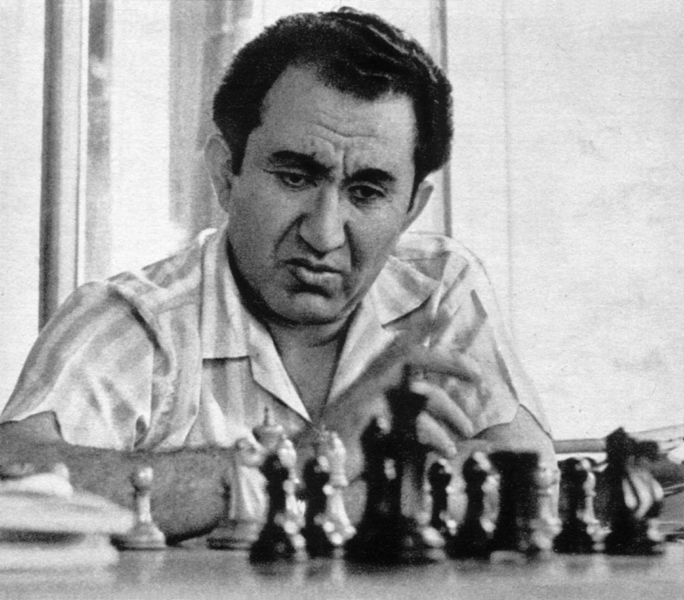
Тигран Петросян
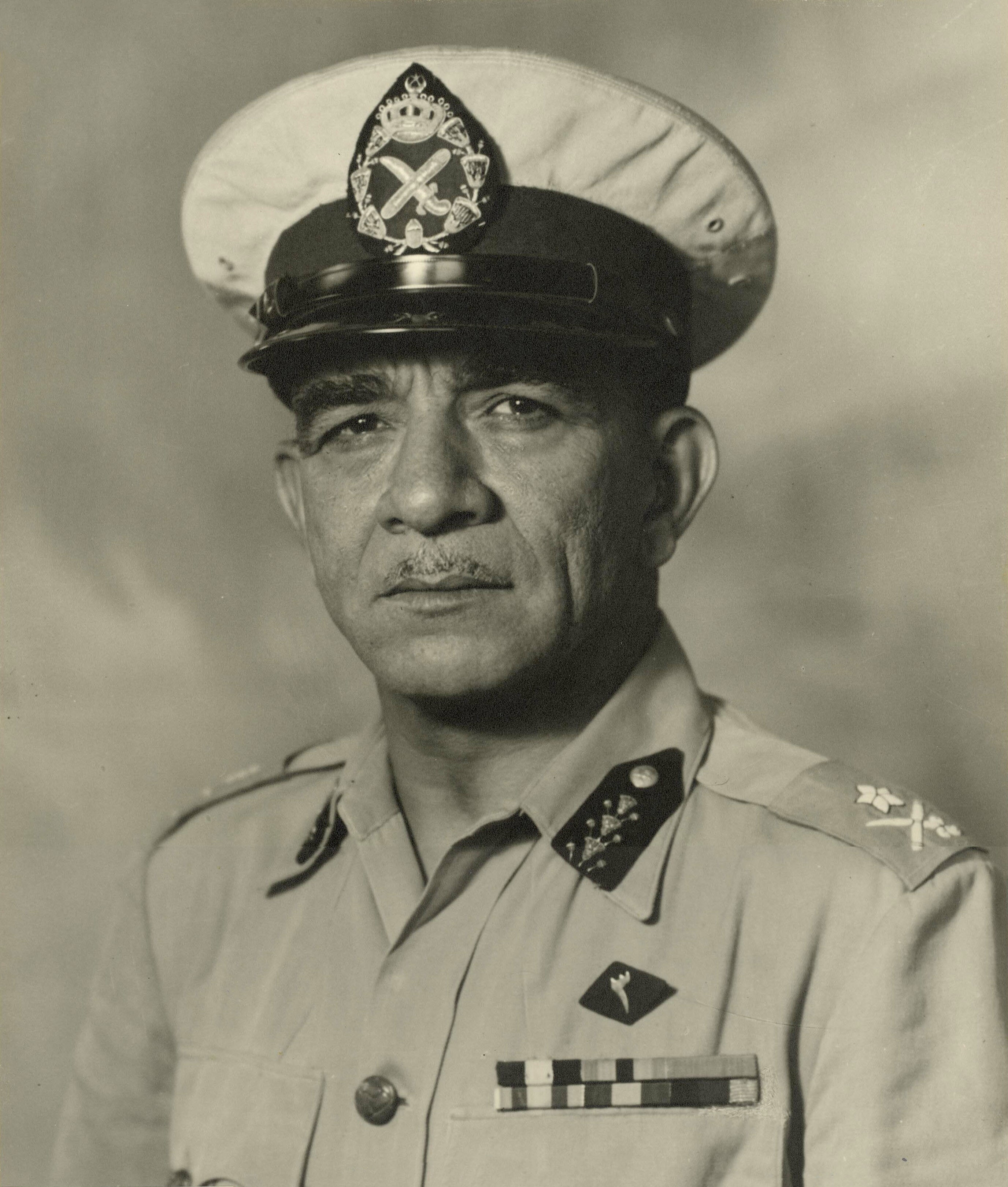
Мухаммед Наґіб
Віктор Чукарін

2 серпня — Маріан Лонц, польський футболіст, актор театру і кіно (*1921)
4 серпня — Доналд Джонстон, американський академічний веслувальник (*1899)
4 серпня — Мері Майлз Мінтер, американська акторка німого кіно (*1902)
5 серпня — Річард Бертон, британський актор театру і кіно (*1925)
5 серпня — Каніж Фатема Роксана, перша бангладешська жінка-пілот (*н/д)
6 серпня — Ганс Крістіан Досет, норвезький альпініст (*1958)
6 серпня — Махбуб Алі Хан, бангладешський військовий моряк (*1934)
7 серпня — Енн Крісті, фламандська співачка (*1945)
8 серпня — Волтер Тевіс, американський письменник (*1928)
8 серпня — Авраам Ібн-Шошан, ізраїльський лексикограф івриту (*1906)
8 серпня — Річард Дікон, американський актор (*1922)
9 серпня — Хваджа Хасан Аскарі, шостий і останній наваб Дакки (1958—1975) (*1921)
11 серпня — Лі Вейхань, китайський комуністичний політик (*1896)
13 серпня — Альберто Лупо, італійський актор, телеведучий (*1924)
13 серпня — Кухарчук-Хрущова Ніна Петрівна, друга дружина Першого секретаря ЦК КПРС Микити Хрущова (*1900)
13 серпня — Петросян Тигран Вартанович, радянський шахіст, шаховий журналіст і публіцист вірменського походження (*1929)
14 серпня — Джон Бойнтон Прістлі, британський романіст, есеїст, драматург та театральний режисер (*1894)
14 серпня — Хашаба Джадхав, індійський борець вільного стилю (*1925)
16 серпня — Душко Радович, сербський поет, письменник, журналіст і телередактор (*1922)
16 серпня — Тані Зампа, французький злочинець (*1933)
19 серпня — Луї Лансана Беавогі, гвінейський державний і політичний діяч, економіст і дипломат, в.о. президента Гвінеї у 1984 р., прем'єр-міністр (1972—1984) (*1923)
19 серпня — Азар Андамі, іранський лікар і бактеріолог, відомий розробкою вакцини проти холери (*1926)
22 серпня — Аль-Тухі Тауфік, єгипетський актор (*1925)
25 серпня — Трумен Капоте, американський письменник (*1924)
25 серпня — Чукарін Віктор Іванович, український радянський гімнаст та тренер (*1921)
25 серпня — Масаджі Табата, японський педагог, газетний репортер та інструктор з плавання (*1898)
26 серпня — Елла ван Хемстра, нідерландська аристократка, мати актриси Одрі Гепберн (*1900)
27 серпня — Феброніо Індіо ду Бразіл, бразильський серійний вбивця (*1895)
28 серпня — Мухаммед Наґіб, єгипетський військовий офіцер і революціонер, президент Єгипту (1953—1954), прем'єр-міністр Єгипту (1952—1954) (*1901)
29 серпня — П'єр Жмаєль, ліванський християнський політик і державний діяч (*1905)
30 серпня — Савако Арійоші, японська письменниця і режисерка (*1931)

## Вересень

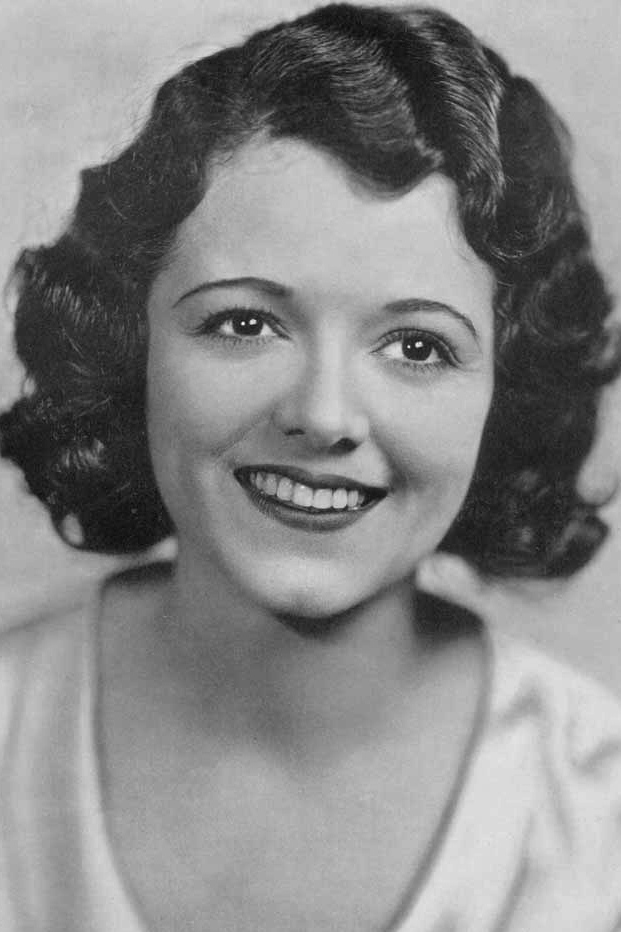
Джанет Гейнор
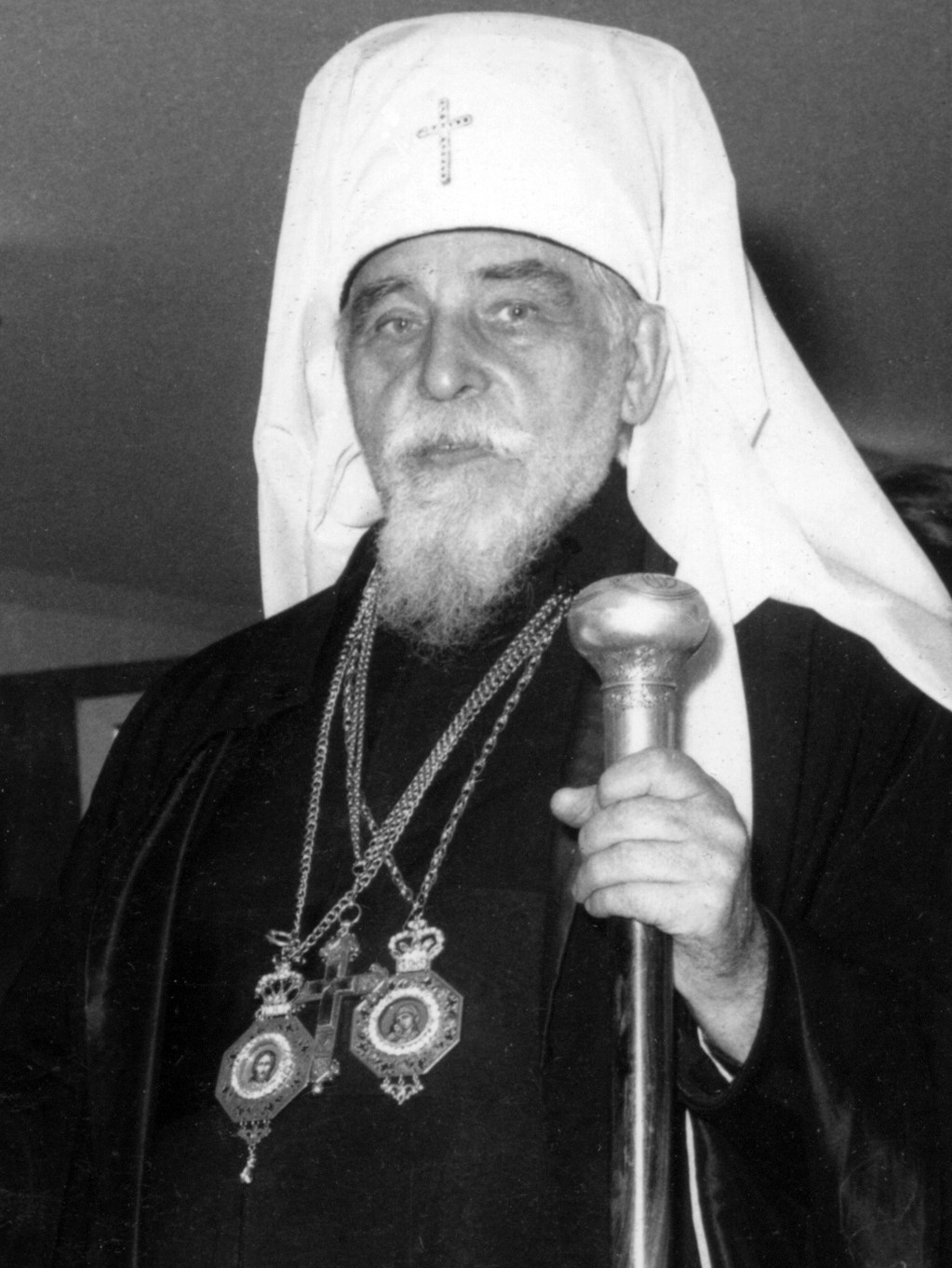
Йосиф (Сліпий)
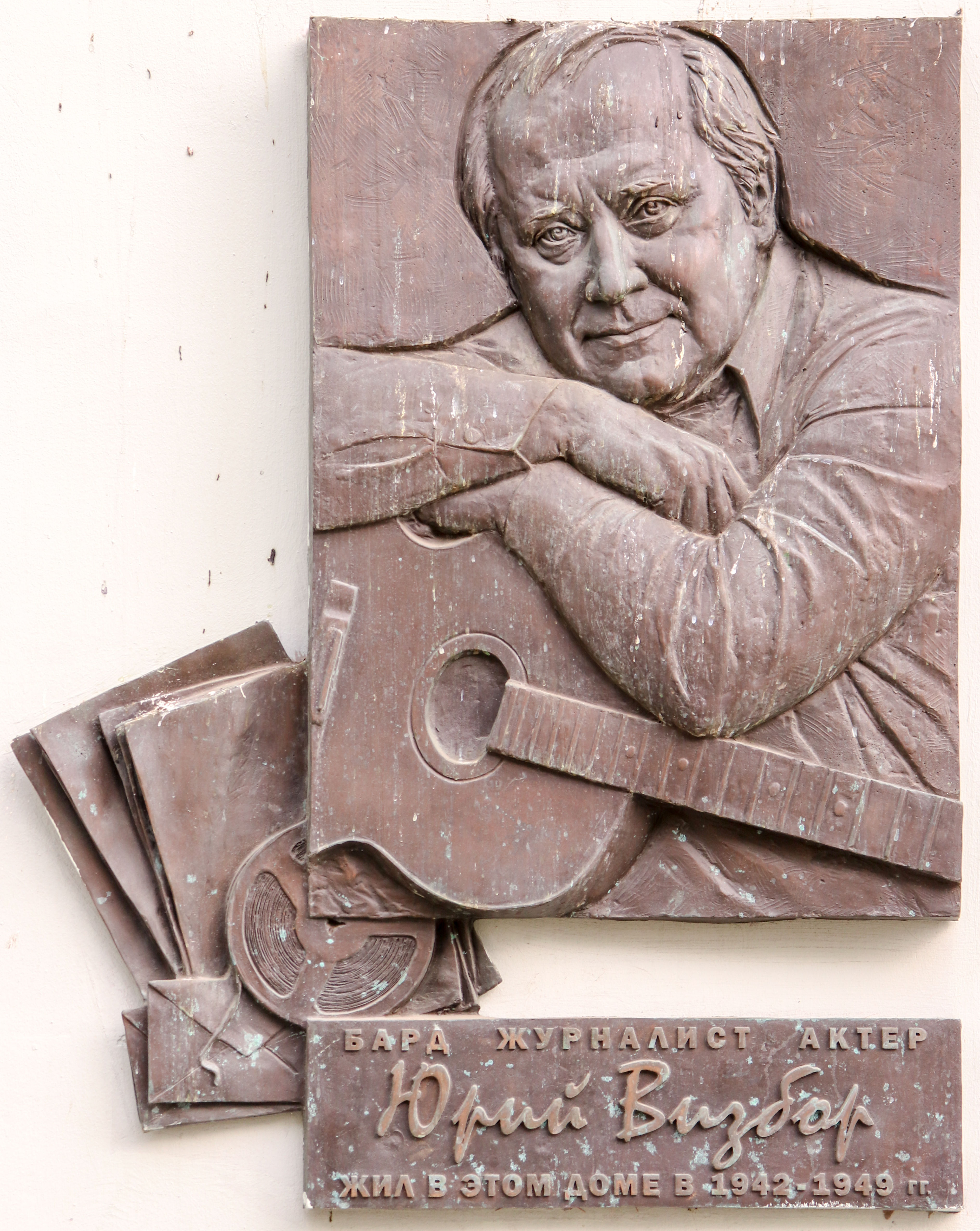
Юрій Візбор

2 вересня — Мартінсон Сергій Олександрович, російський радянський актор театру і кіно (*1899)
4 вересня — Нодар Думбадзе, грузинський письменник, громадський діяч (*1928)
5 вересня — Литвин Юрій Тимонович, український поет, письменник, журналіст, правозахисник, політв'язень (*1934)
5 вересня — Адам Малік, індонезійський політик, дипломат і журналіст, віце-президент Індонезії (*1917)
6 вересня — Ернест Табб, американський автор-виконавець кантрі (*1914)
7 вересня — Йосиф (Сліпий), український церковний діяч, предстоятель Української греко-католицької церкви, кардинал католицької церкви (*1892)
7 вересня — Дженніфер Кендал, англійська актриса та засновниця театру (*1934)
7 вересня — Ліам О'Флаерті, ірландський прозаїк (*1896)
8 вересня — Джонні Парсонс, американський гонщик (*1918)
9 вересня — Іна Беніта, польська акторка театру і кіно українського походження (*1912)
9 вересня — Їлмаз Ґюней, турецький (курдський) кінорежисер, актор, сценарист і письменник (*1937)
9 вересня — Петер Мате, угорський співак, піаніст, композитор і аранжувальник (*1947)
10 вересня — Ісмаель Мерло, іспанський актор (*1918)
11 вересня — Іскак Тьокроадісурджо, індонезійський юрист і політик (*1896)
12 вересня — Ївон Петра, французький тенісист (*1916)
12 вересня — Лола Англада, каталонська письменниця й художниця-ілюстраторка (*1892)
12 вересня — Роналду Резеда, бразильський танцюрист, актор, телеведучий і співак (*1945)
13 вересня — Акіо Чіба, японський художник манги (*1943)
13 вересня — Май Бінжун, китайський кантонський оперний артист (*1915)
14 вересня — Джанет Гейнор, американська акторка (*1906)
14 вересня — Річард Бротіґан, американський письменник і поет (*1935)
14 вересня — Сальваторе Теста, італо-американський мафіозі (*1956)
15 вересня — Насер бін Абдель-Азіз Аль Сауд, емір регіону Ер-Ріяд, шостий син короля Саудівської Аравії Абдель-Азіза (*1911)
16 вересня — Луї Реар, французький інженер в автомобільній галузі та дизайнер одягу (*1896)
16 вересня — Муніф Аль-Раззаз, йордансько-сирійський лікар і політик (*1919)
17 вересня — Візбор Юрій Йосипович, радянський кіноактор, журналіст, письменник, сценарист, поет, бард (*1934)
17 вересня — Свен Юнассон, шведський футболіст (*1909)
17 вересня — Річард Бейсхарт, американський актор (*1914)
20 вересня — Стів Гудмен, американський фолк- та кантрі-виконавець (*1948)
22 вересня — П'єр Емманюель, французький поет (*1916)
23 вересня — Тільса Цучія, перуанська граверка та художниця (*1928)
24 вересня — Ніл Гамільтон, американський актор театру, кіно та телебачення (*1899)
25 вересня — Волтер Піджен, канадсько-американський актор (*1897)
25 вересня — Данг Тхай Май, в'єтнамський професор, викладач, письменник і літературний критик (*1902)
26 вересня — Франсіско Рівера, іспанський тореадор (*1948)
26 вересня — Шеллі Менн, американський джазовий барабанщик (*1920)
27 вересня — Моєз Уддін, бангладешський політик (*1930)
29 вересня — Єжи Васовський, польський радіожурналіст, композитор і режисер єврейського походження (*1913)
30 вересня — Еулохіо Мартінес, парагвайський та іспанський футболіст (*1935)
30 вересня — Пакіто Арріаран, баскський революціонер-інтернаціоналіст, член ЕТА (*1955)

## Жовтень

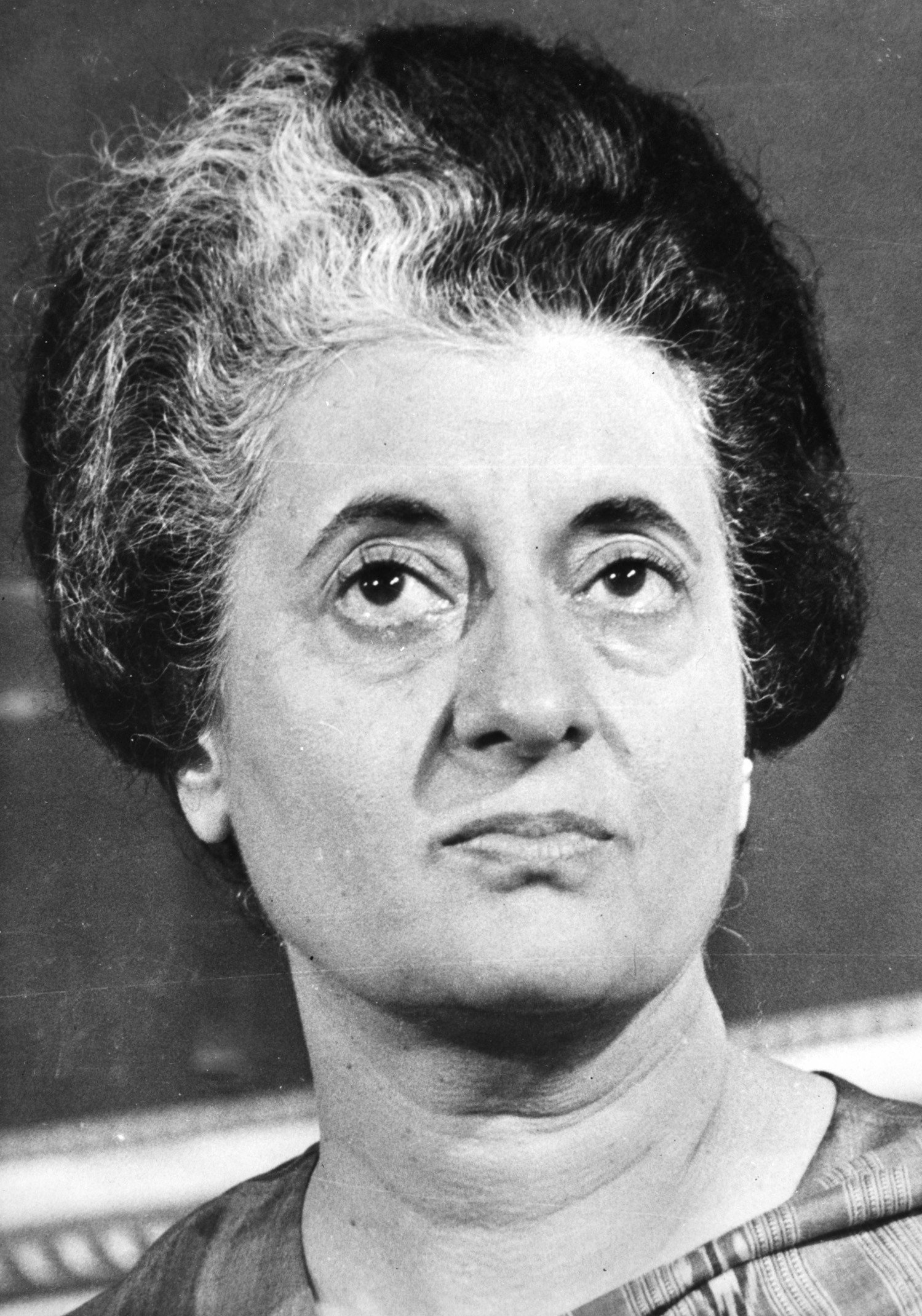
Індіра Ганді
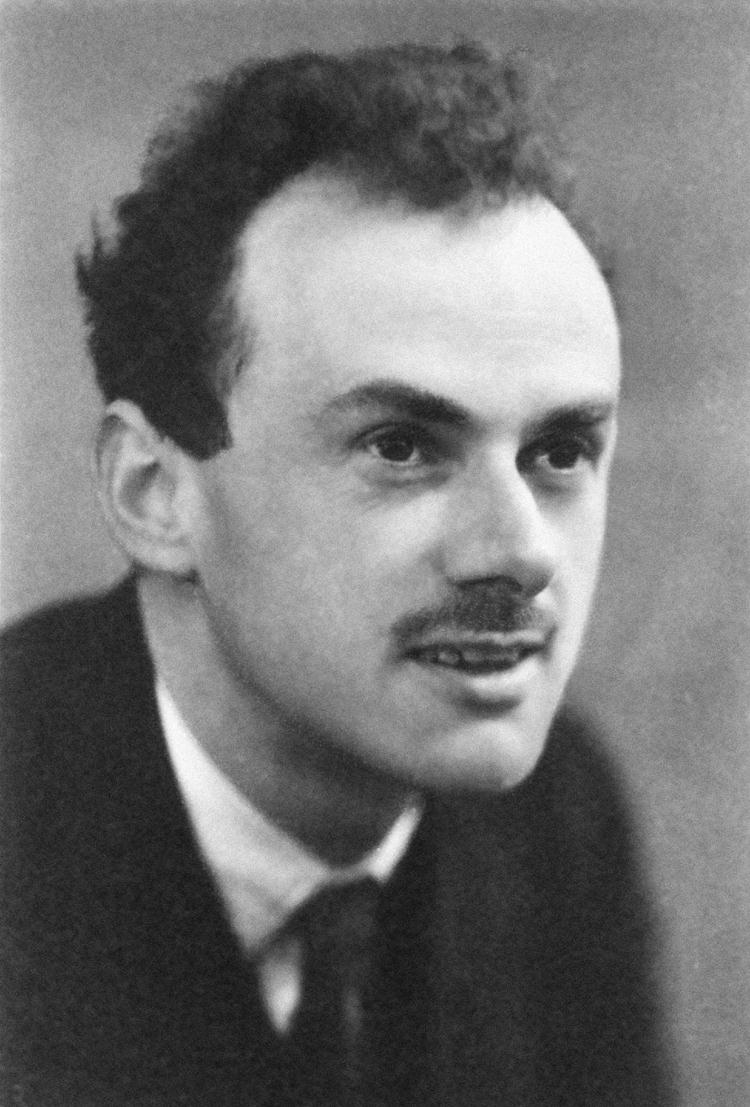
Поль Дірак
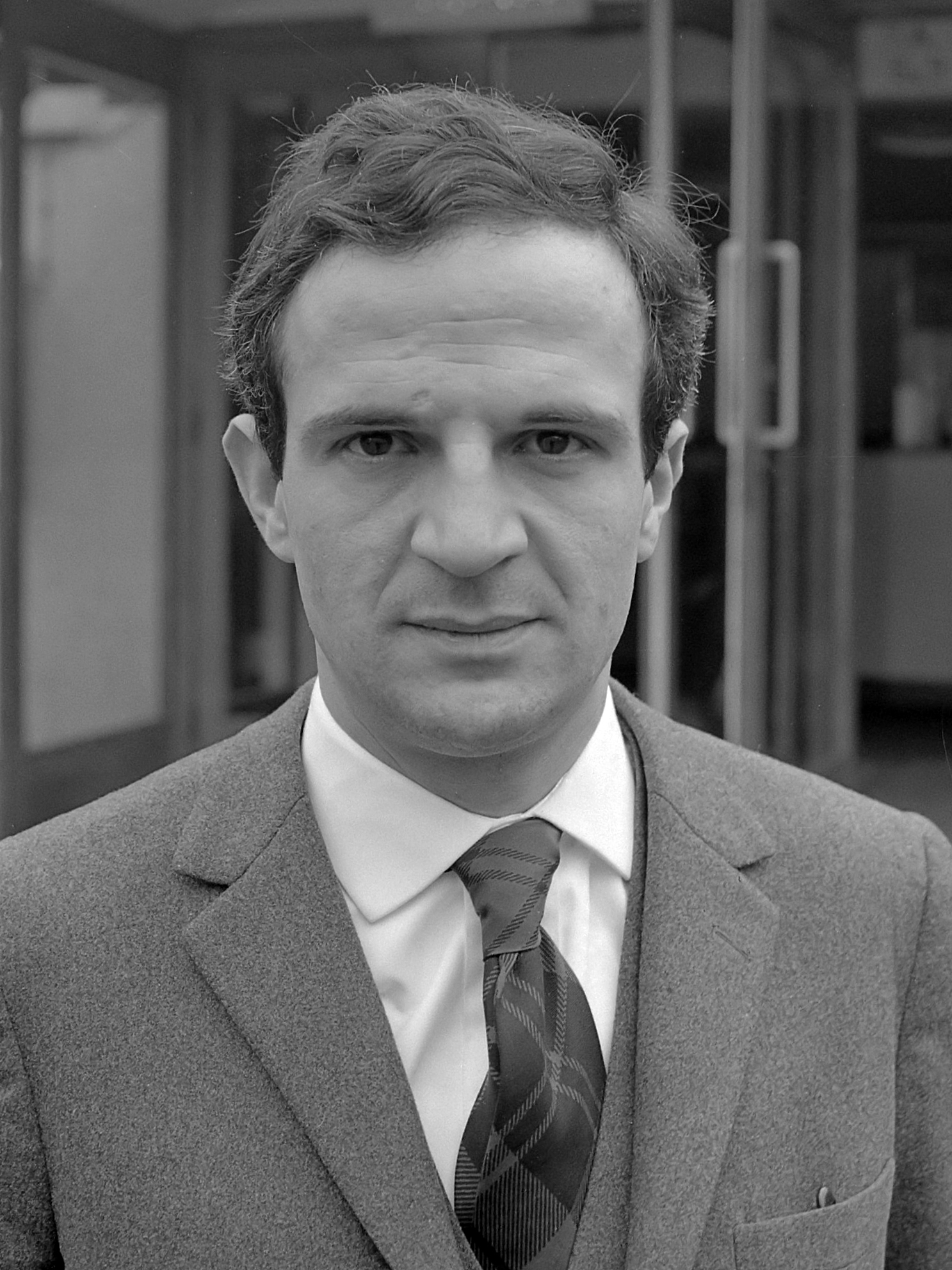
Франсуа Трюффо
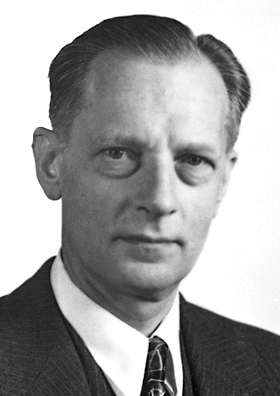
Карл Фердинанд Корі
Валерій Марченко
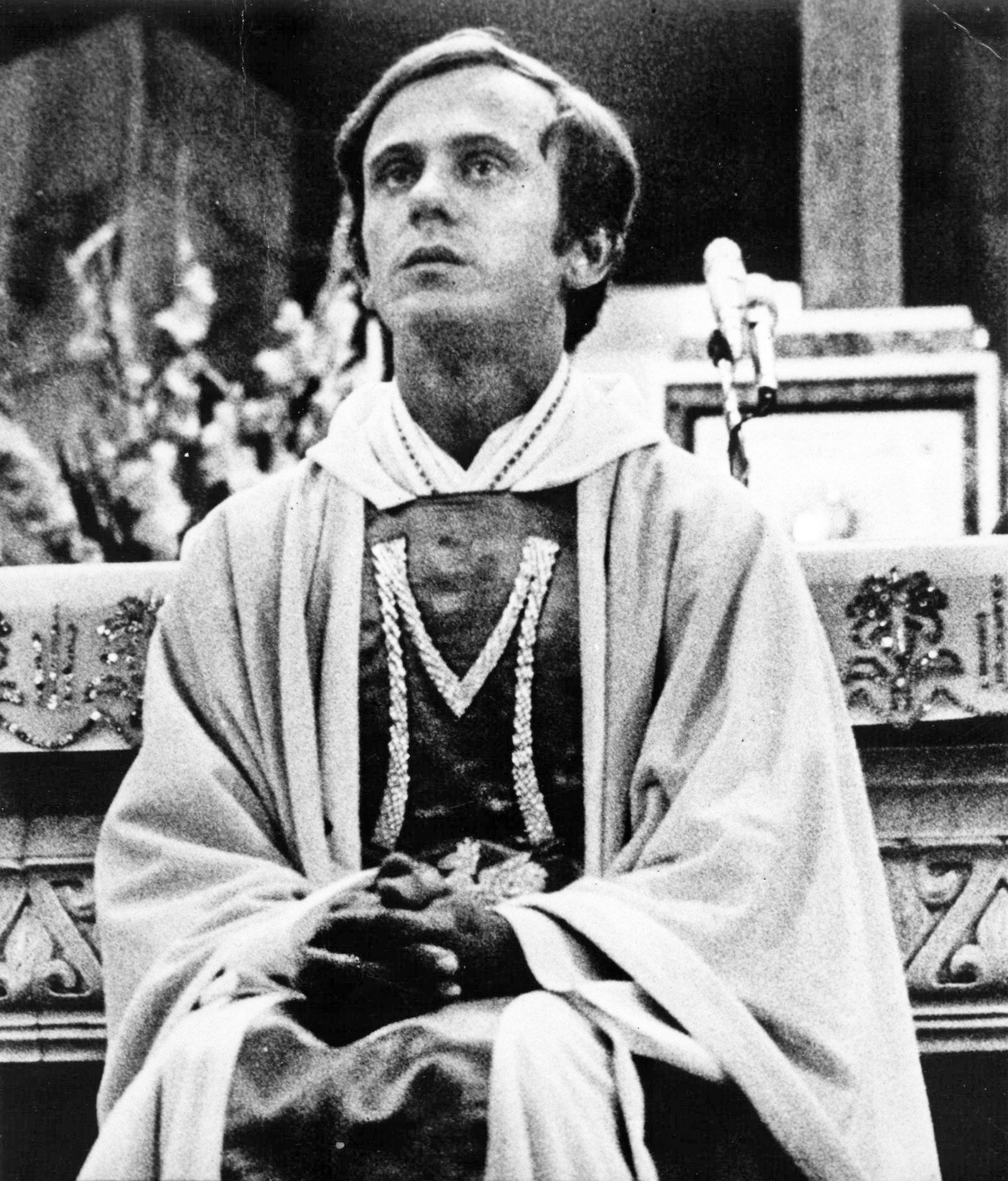
Єжи Попелушко
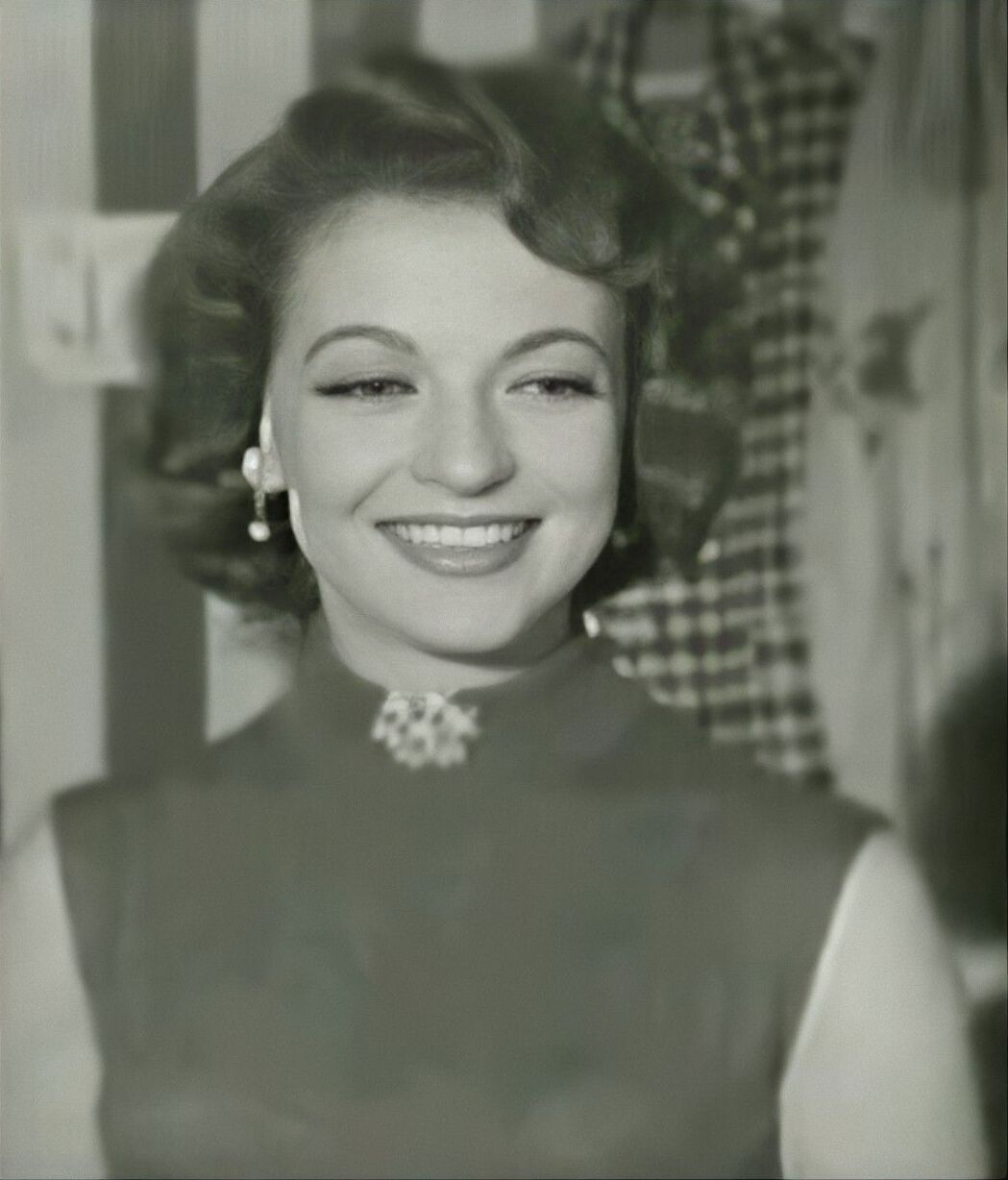
Марікрус Олів'є

1 жовтня — Благоє Мар'янович, югославський футболіст, тренер (*1907)
1 жовтня — Франтішек Коваржик, чеський актор (*1886)
5 жовтня — Леонард Россітер, англійський актор (*1926)
6 жовтня — Джордж Гейлорд Сімпсон, американський палеонтолог (*1902)
7 жовтня — Марченко Валерій Веніамінович, український дисидент-правозахисник, літературознавець і перекладач (*1947)
10 жовтня — Алан Лейк, англійський актор (*1940)
10 жовтня — Марікрус Олів'є, мексиканська актриса (*1934)
10 жовтня — Сейєд Карім Амірі Фірузкухі, іранський поет (*1910)
13 жовтня — Аліса Ніл, американська художниця (*1900)
14 жовтня — Мартін Райл, британський радіоастроном, лауреат Нобелівської премії з фізики 1974 (*1918)
14 жовтня — Абу Джалал Надві, пакистанський дослідник, критик, педагог і лінгвіст індійського походження (*1894)
15 жовтня — Лю Ілян, китайський письменник (*1932)
15 жовтня — Франтішек Віцена, чеський актор і театральний педагог (*1933)
16 жовтня — Пеггі Енн Гарнер, американська дитина-акторка (*1932)
17 жовтня — Альберта Гантер, американська блюзова співачка та авторка пісень (*1895)
18 жовтня — Jon-Джон-Ерік Гексум, американський актор і модель (*1957)
19 жовтня — Анрі Мішо, французький поет і художник (*1899)
19 жовтня — Єжи Попелушко, польський католицький священник, жертва комуністичного терору (*1947)
19 жовтня — Сомнат Лахірі, індійський державний діяч, письменник і лідер Комуністичної партії Індії (*1909)
19 жовтня — Цзінь Юелінь, китайський філософ і логік (*1895)
20 жовтня — Карл Фердинанд Корі, американський біохімік, лауреат Нобелівської премії з фізіології або медицини 1947 (*1896)
20 жовтня — Поль Дірак, британський фізик, лавреат Нобелівської премії з фізики 1933 (*1902)
20 жовтня — Мохаммад Сяфаат Мінтареджа, індонезійський політик (*1921)
21 жовтня — Франсуа Трюффо, французький кінорежисер, один із основоположників «нової хвилі» (*1932)
21 жовтня — Іон Фінтештяну, румунський актор театру та кіно (*1899)
21 жовтня — Лайош Озе, угорський актор (*1935)
22 жовтня — Сігерксвін, курдський поет-марксист, літератор, письменник та історик (*1903)
22 жовтня — Хоа Фуонг, в'єтнамський композитор (*1933)
23 жовтня — Оскар Вернер, австрійський актор (*1922)
24 жовтня — Едіт Мессі, американська актриса і співачка (*1918)
25 жовтня — Паскаль Ож'є, французька акторка (*1958)
25 жовтня — Хидир Аслан, курдський повстанець у Туреччині (*1958)
25 жовтня — Хокан Сернер, шведський актор (*1933)
26 жовтня — Марк Кац, польсько-американський математик єврейського походження (*1914)
26 жовтня — Сью Рендалл, американська телевізійна акторка (*1935)
28 жовтня — Кнут Нордаль, шведський футболіст (*1920)
31 жовтня — Едуардо де Філіппо, італійський драматург, актор, режисер (*1900)
31 жовтня — Індіра Ганді, прем'єр-міністр Індії (1966—1977, 1980—1984) (*1917)
31 жовтня — Беант Сінгх, однин із двох охоронців, які вбили прем'єр-міністра Індії Індіру Ганді (*1959)

## Листопад
2 листопада — Велма Барфілд, американська серійна вбивця (*1932)
3 листопада — Альдо Донаті, італійський футболіст (*1910)
4 листопада — Уміт Яшар Огузджан, турецький поет (*1926)
5 листопада — Рехман, індійський актор (*1923)
7 листопада — Мустафа Насрі, сирійський співак і композитор (*1941)
8 листопада — Сіріако Еррасті, іспанський футболіст (*1904)
8 листопада — Арі Ханггара, індонезійська дитина, жертва резонансного вбивства (*1977)
11 листопада — Раджиндер Сінх Беді, письменник мовою урду, драматург, згодом режисер, сценарист (*1915)
11 листопада — Благоє Нешкович, югославський лікар, учасник Громадянської війни в Іспанії та Другої світової війни, громадсько-політичний і науковий діяч СФР Югославії та Народної Республіки Сербії (*1907)
11 листопада — Дай Анго, генерал-лейтенант ВПС Республіки Китай, підприємець (*1913)
11 листопада — Мартін Лютер Кінг старший, афроамериканський баптистський пастор, місіонер і діяч руху за громадянські права; батько лідера руху громадянських прав Мартіна Лютера Кінга-молодшого (*1899)
12 листопада — Честер Гаймс, американський письменник (*1909)
12 листопада — Біджан Мофід, іранський драматург і режисер (*1935)
13 листопада — Бербель Ваххольц, німецька поп-співачка з НДР (*1938)
15 листопада — Ільська Фатийма Саліхівна, радянська акторка театру і кіно (*1902)
17 листопада — Костянтин Раучі, румунський актор театру та кіно (*1934)
18 листопада — Карел Клапалек, чеський військовик, член Чехословацького корпусу, чехословацький воєначальник часів Другої світової війни (*1893)
18 листопада — Мехді Зейноддін, іранський генерал-майор КВІР під час ірано-іракської війни (*1959)
18 листопада — Сет Адонкор, французький футболіст (*1961)
19 листопада — Мартін Маркулета, іспанський футболіст (*1907)
19 листопада — Кетс Фальк, шведська тележурналістка (*1953)
20 листопада — Олександр Мойзес, словацький композитор, диригент і учитель (*1906)
20 листопада — Трюгве Браттелі, прем'єр-міністр Норвегії в 1971—1972 і 1973—1976 рр. (*1910)
20 листопада — Фаїз Ахмад Фаїз, пакистанський поет і діяч революційного руху в Пакистані (*1911)
20 листопада — Сантьяго Бруард, баскський лікар, політик і активіст за баскську мову (*1919)
21 листопада — Янсонс Арвід, латвійський радянський диригент (*1914)
21 листопада — Бен Вілсон, американський баскетболіст (*1967)
22 листопада — Маріанна Зофф, австрійська актриса та оперна співачка (мецо-сопрано), перша дружина Бертольта Брехта (*1893)
22 листопада — Нгуєн Фан Чан, в'єтнамський художник (*1892)
23 листопада — Пауль Далке, німецький актор і радіомовець (*1904)
23 листопада — Сачиндра Бакші, індійський революціонер (*1904)
24 листопада — Арно де Росне, французький фотограф, серфер і авантюрист (*1946)
25 листопада — Яшвантрао Чаван, індійський борець за свободу та політик (*1913)
26 листопада — Бернард Лонерган, канадський священник-єзуїт, філософ і теолог (*1904)
26 листопада — Того Мурано, японський архітектор (*1891)
28 листопада — Ганс Шпайдель, німецький військовий офіцер, який служив в арміях Німецької імперії, нацистської Німеччини та Західної Німеччини (*1897)
28 листопада — Лай Мінтан, головнокомандувач ВПС Республіки Китай (*1911)
28 листопада — Рікі Белл, гравець в американський футбол (*1955)
30 листопада — Міяке Дзіро, японський футболіст (*1900)
30 листопада — Жоан Віньолі і Пладеваль, каталонський поет (*1914)
30 листопада — Радхаканта Нанді, бенгальський музикант (*1928)

## Грудень

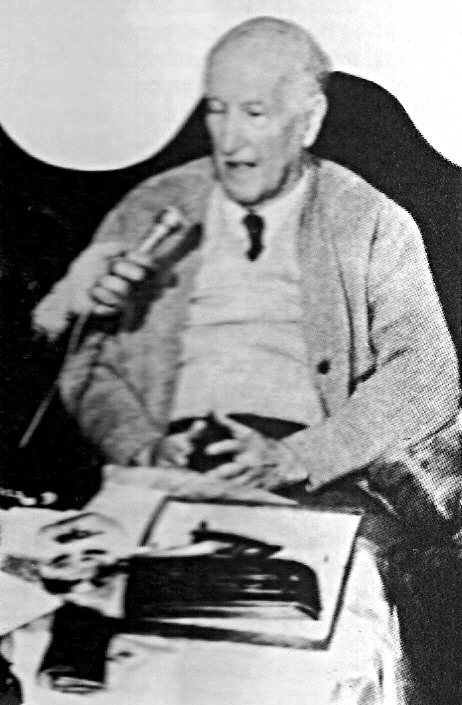
Вісенте Алейксандре
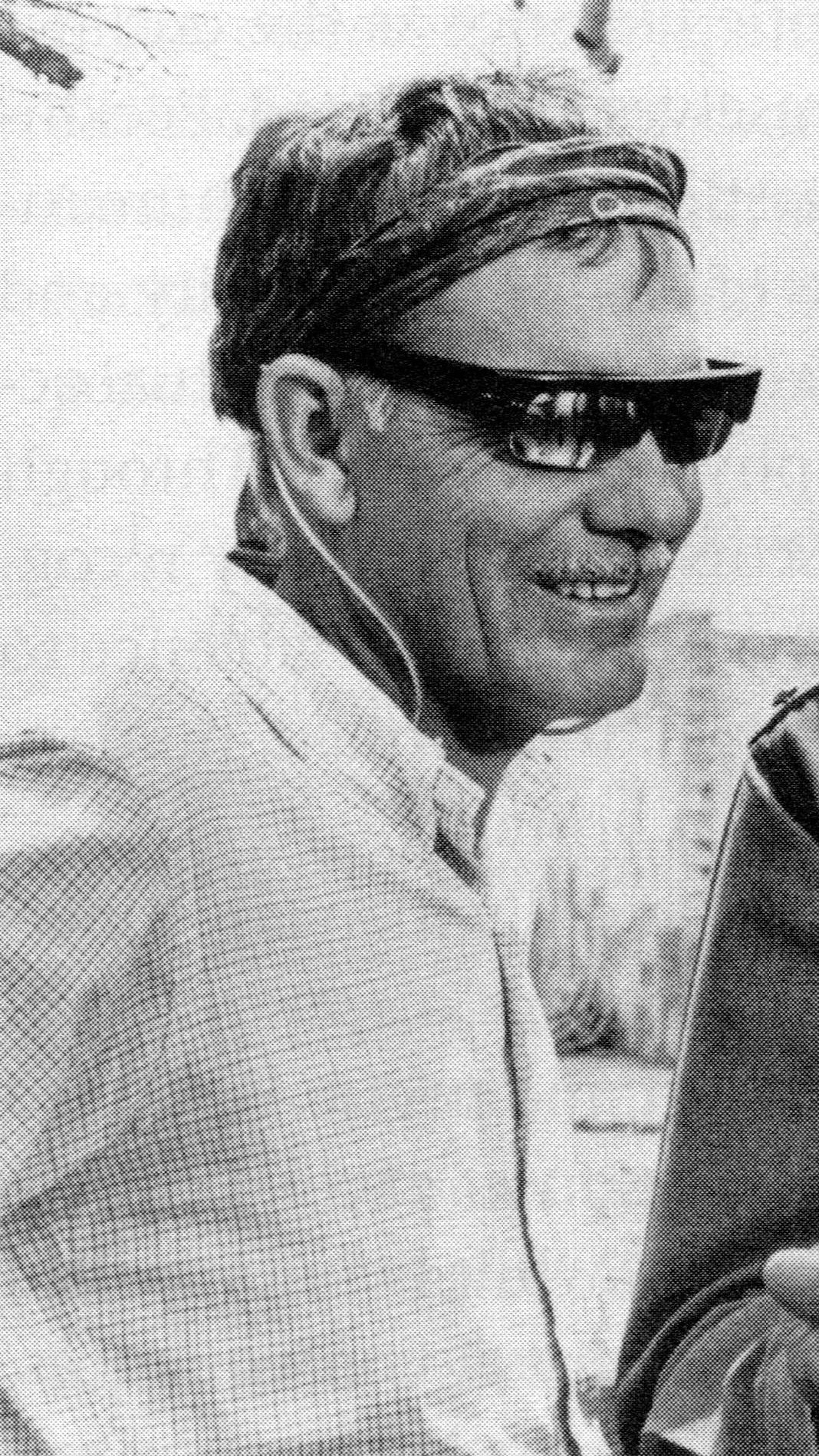
Сем Пекінпа
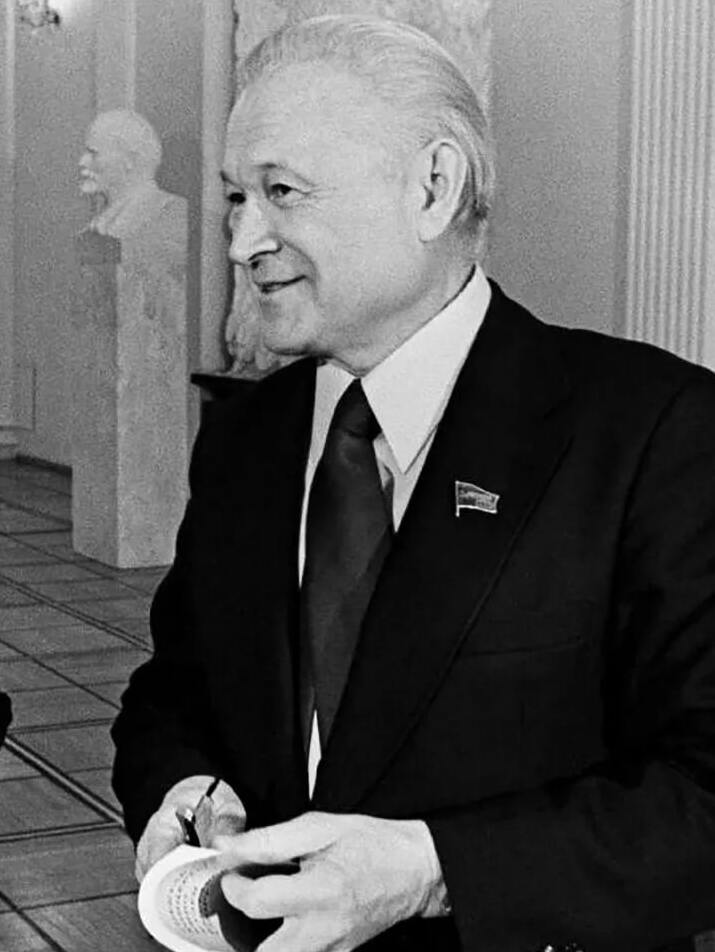
Володимир Челомей
Стенлі Мілґрем
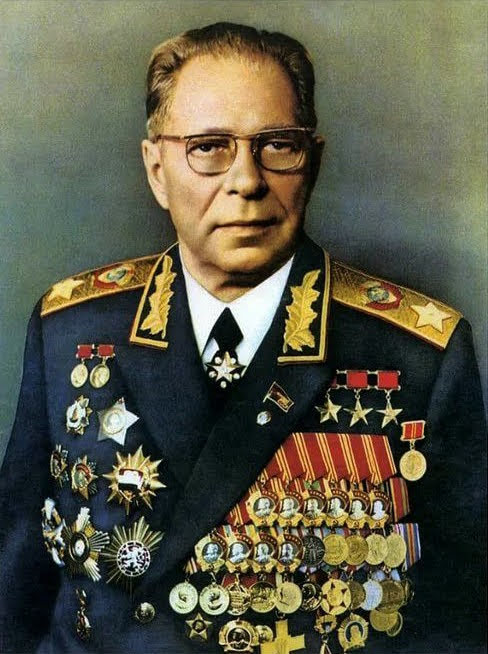
Дмитро Устинов

2 грудня — Едвард Джеймс, британський мільйонер, поет, скульптор і меценат (*1907)
2 грудня — Леонардо Вітале, італійський мафіозі, який співпрацював з правосуддям (*1941)
3 грудня — Мухаррем Ерташ, турецький гравець на сазі (*1913)
3 грудня — Устад Даман, пакистанський панджабомовний поет, письменник, містик і політик (*1911)
4 грудня — Штефан Войтек, румунський комуністичний політик, дипломат, редактор, журналіст (*1900)
5 грудня — Шкловський Віктор Борисович, російський письменник, літературознавець, кінодраматург, кінознавець (*1893)
5 грудня — Омар Сено Аджі, голова Верховного суду Індонезії в період 1974—1982 р. (*1915)
7 грудня — Жанна Кегні, американська акторка (*1919)
7 грудня — Окавахасідзо (2 покоління), японський актор кабукі (*1929)
8 грудня — Челомей Володимир Миколайович, український радянський механік, генеральний конструктор ракетно-космічної техніки, двічі Герой Соціалістичної Праці (*1914)
8 грудня — Razzle, англійський музикант, барабанщик (*1960)
8 грудня — Лютер Адлер, американський актор (*1903)
8 грудня — Роберт Джей Метьюз, американський неонацистський терорист (*1953)
8 грудня — Семіх Санчар, турецький військовик (*1911)
10 грудня — Адальберт Штайнер, румунський футболіст (*1907)
10 грудня — Асока Мехта, індійський борець за свободу та соціалістичний політик (*1911)
11 грудня — Пенті Хемелайнен, фінський боксер (*1929)
12 грудня — Абдул Мохсен Хан, бангладешський політик (*1919)
13 грудня — Щолоков Микола Онисимович, радянський державний діяч, міністр внутрішніх справ СРСР (1966—1982), генерал армії (*1910)
13 грудня — Пітер Мартіно Нго Дінь Тук, в'єтнамський католицький єпископ (*1897)
14 грудня — Вісенте Алейксандре, іспанський поет, представник «покоління 1927», лауреат Нобелівської премії з літератури 1977 (*1898)
14 грудня — Соколов Юрій Костянтинович, радянський торговий діяч, директор одного з найбільших гастрономів СРСР Єлісєєвський, страчений за розкрадання (*1923)
14 грудня — Чжан Ін, гонконгський кінорежисер, актор кіно та телебачення (*1919)
15 грудня — Ле Тхі Пхі Ан, неофіційна дружина імператора В'єтнаму Бао Дая (*1925)
15 грудня — Леннард Пірс, англійський актор (*1915)
15 грудня — Шафік Аль Камалі, іракський баасистський поет і політик (*1929)
17 грудня — Тягнибок Ярослав Васильович, український спортивний медик, спортсмен, батько очільника ВО «Свобода» Олега Тягнибока (*1940)
18 грудня — Масару Рюзакі, японський актор (*1940)
18 грудня — Рудольф Платте, німецький актор (*1904)
18 грудня — Сальваторе Баккаро, італійський актор (*1932)
19 грудня — Мішель Мань, французький композитор (*1930)
19 грудня — Абдул Квадір, бангладешський поет, есеїст і журналіст (*1906)
19 грудня — Кім Сабок, південнокорейський водій таксі, учасник інциденту з замахом на першу леді Південної Кореї Юк Янг Су (*1932)
20 грудня — Стенлі Мілґрем, американський соціальний психолог (*1933)
20 грудня — Устинов Дмитро Федорович, радянський політичний і військовий діяч, Міністр оборони СРСР (1976—1984), Маршал Радянського Союзу, Герой Радянського Союзу, Двічі Герой Соціалістичної Праці, Герой МНР, Герой ЧССР (*1908)
21 грудня — Карлос Меріда, гватемальський художник і скульптор, натуралізований мексиканець (*1891)
22 грудня — Нгуен Хіен Ле, в'єтнамський учений, письменник, перекладач, лінгвіст, педагог і культурний діяч (*1912)
24 грудня — Пітер Лоуфорд, британо-американський актор (*1923)
24 грудня — Іен Гендрі, англійський актор (*1931)
24 грудня — Ріокічі Мінобе, японський економіст, політик і педагог, марксист (*1904)
27 грудня — Соенандар Прійосоедармо, індонезійський військовий діяч, губернатор Східної Яви та Північного Сулавесі (*1924)
28 грудня — Кікоїн Ісаак Костянтинович, радянський фізик-експериментатор, академік (*1908)
28 грудня — Сем Пекінпа, американський кінорежисер і сценарист (*1925)
30 грудня — Юха Відінг, шведський хокеїст (*1947)

## Місяць невідомий
1984 — Мухаммад Аль-Хелу, єгипетський цирковий дресирувальник і актор (*1928)
1984 — Рашид Салім Аль-Хурі, арабський християнський поет (*1887)
1984 — Саміра Маліан, марокканська співачка (*н/д)
1984 — Сіддік Міншаві, єгипетський читач Корану (*1895)
1984 — Лео Морган, керівник військового музичного оркестру гвардії Шаріфа у французькому протектораті в Марокко, створив першу мелодію для національного гімну Марокко (*1919)
1984 — Такієттін Менгушоглу, турецький філософ (*1905)
1984 — Хамід Бакрі, один із командувачів Корпусу вартових Ісламської революції в ірано-іракській війні (*1955)
1984 — Абдул Хамід Хан, пакистанський генерал, якого звинувачують у геноциді під час війни за незалежність Бангладеш (*1917)
1984 — Аллах Яр Хан, пакистанський сунітський учений, богослов, дослідник і письменник (*1904)